# Enrique Gandolfo
Enrique Américo Gandolfo (Hernando, 19 de mayo de 1924 – Río Tercero, 26 de junio de 2013), fue un pintor, dibujante y grabador argentino, nativo de la provincia de Córdoba, quien es considerado uno de los paisajistas cordobeses más destacados a partir de los años 1960 y 1970, con proyecciones a las décadas subsiguientes, hasta finales del siglo pasado.
Gandolfo fue discípulo de Emilio Pettoruti entre 1951 y 1953, lo que en su juventud dejó en su obra la impronta del placer por el rigor geométrico. Hacia fines de la década de 1950, después de permanecer en Buenos Aires casi 15 años, volvió a radicarse en Río Tercero, ciudad que, no obstante había seguido frecuentando en ese lapso. Calles y edificios emblemáticos de esta última, el río, los cerros, los árboles, los animales, las flores y las distancias infinitas lo condujeron hacia un paisaje de serena belleza, sin rebuscamientos intelectualistas, pero con un reconocido perfeccionismo técnico, lo que lo situó inclusive en un prominente lugar entre los paisajistas argentinos de la segunda mitad del siglo XX.

## Biografía

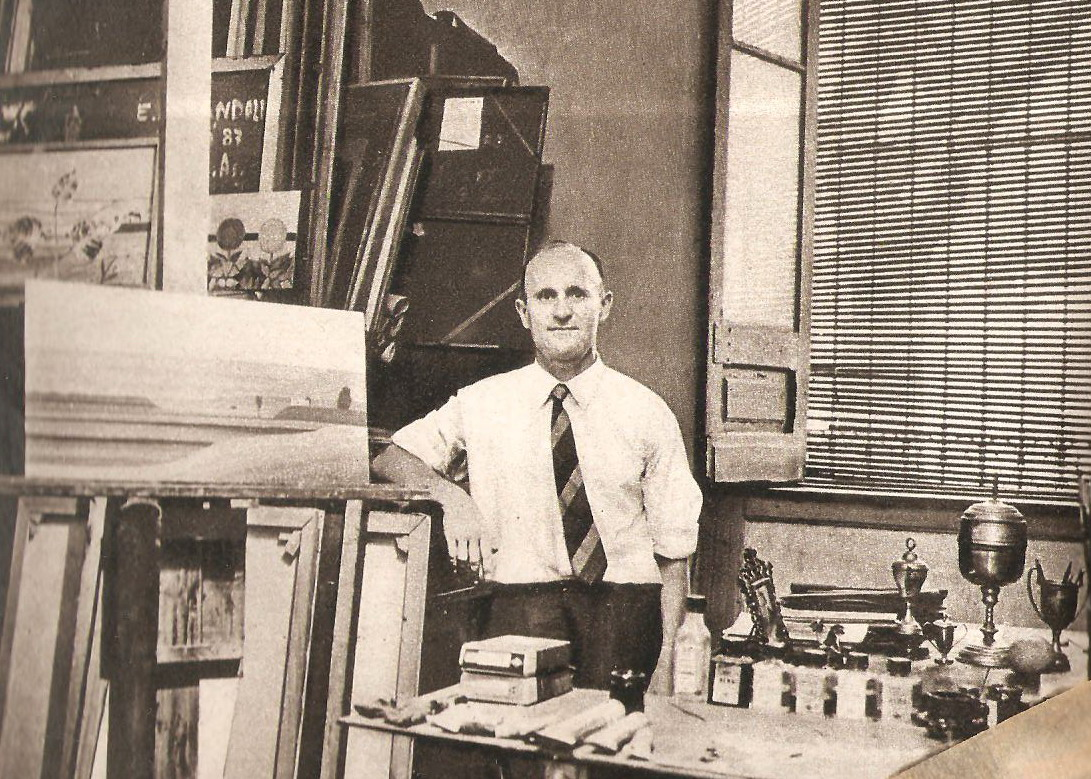
Gandolfo en su taller de la ciudad de Buenos Aires, a aproximadamente los 40 años de edad. A su derecha una pintura empezada, a su izquierda trofeos deportivos

Gandolfo, el menor de seis hermanos, entre los cuales se encuentra el poeta Francisco Gandolfo, fue hijo de padre de origen piamontés y de madre marquesana, de apellido Storani. Ya desde los 10 años de edad evidenció su afición por el dibujo y también por los deportes, por cuanto hasta muy adulto practicó el atletismo y las carreras de fondo. 
El 1 de mayo de 1940, con 15 años, se radicó en Río Tercero e inmediatamente ingresó en la Escuela de Aprendices de la Fábrica Militar de esa ciudad. Pero a los 21 años, en 1945, vivió durante alrededor de un año en la ciudad de Córdoba, y desde allí, se trasladó a Buenos Aires. Cursó las cátedras de Visión con Héctor Cartier y de Historia del Arte con Abraham Haber, en la Escuela Nacional de Bellas Artes Prilidiano Pueyrredón. Fue amigo de Marta Minujín, a quien retrató.  Desde los 27 años y entre 1951 y 1953, realizó estudios dos veces por semana con el maestro Pettoruti, quien en este último año se radicó en París. Antes que comenzara la década de 1960 regresó a Río Tercero, pero incluso hasta fines de los 1990, siguió viajando a Buenos Aires, donde permanecía durante prolongados períodos. 
En 1966 el Fondo Nacional de las artes le otorgó una beca por concurso para pintar en Río Tercero. En 2008, Gandolfo fue declarado ciudadano ilustre por el Departamento Ejecutivo y el Concejo Deliberante de la Municipalidad de Río Tercero.

## Etapas creativas y estilo
Una recorrida por las distintas etapas de su personalidad artística, marca un período realista en la segunda mitad de los años de la década de 1940, cuando ya vivía en Buenos Aires, con acuarelas de vistas urbanas. En la década de 1950, mientras residía en el barrio de Caballito y estudiaba con Pettoruti, produjo los óleos y dibujos en tinta china de su época geométrica de carácter postcubista, en los que se ven instrumentos musicales, mesas, osamentas y guardas de ponchos norteños; no están ausentes en sus acuarelas de esta época paisajes de poblaciones del Gran Buenos Aires y en sus dibujos al lápiz carbón y grafito algunas vistas de La Boca; tampoco algunos óleos con naturalezas muertas. Paralelamente, sin embargo, pintaba y dibujaba en el estilo tradicional en el Círculo de Bellas Artes. Desde 1963, comenzó a delinear su estilo caracterizado por la constante presencia de campos, flores, animales y el río. Estilo que se consolidó a lo largo de toda esa década, de gran producción artística, que incluyó uno de los métodos del grabado, la xilografía, al igual que durante las siguientes de 1970 y 1980. Hacia fines de esta última década, cierta abstracción se introdujo en sus paisajes, ejemplo de lo cual son sus obras “Parvines al anochecer” (1985), “Naranjo y dalias” (1986), y “Las horas del día”, “Campos de girasoles” y en particular “Luz mediterránea” (las tres de 1987). La labor en la década de 1990 configuró una continuidad estilística que alcanzó, en cuanto a esa abstracción subyacente en los paisajes, algunas de sus máximas expresiones, como “Sierras de Córdoba” (1991), “Quinteto de flores” (1992), “Luna, girasoles y pájaros” (1993) y “Paisaje con flores y canario” (1995), entre otros.
Gandolfo fue clasificado dentro del estilo “naïf” o primitivo racional, pero numerosos comentaristas de su obra, ya desde los años ’60 y durante décadas sucesivas, han coincidido en enfatizar en la necesidad de evitar confundir a su arte con un supuesto ingenuismo. Por el contrario, hallaron en sus coloridos paisajes un “espíritu sensible absolutamente propio”, una “manera sencilla pero no simple ni convencional”, y un “acabado perfeccionismo, derivado de una minuciosa y estudiada labor”. Su mundo estético fue calificado de poético, poseedor incluso de “un virtuosismo desde el que trasciende una fuerza metafísica” y un cierto “mágico realismo”. León Benarós, afirmó: “Hay sabiduría bajo ese exterior inocente”. 
El crítico de arte Dr. Adelmo Montenegro, señaló en noviembre de 1969 en el diario “La Voz del Interior”, de Córdoba, con motivo de una muestra realizada por Gandolfo en una galería de esa ciudad, entre otras cosas, lo siguiente: 

“Que este pintor haya logrado una alianza tan perfecta entre vivencia y objetivación, nos parece uno de los secretos decisivos de su arte. Por eso tienen sus óleos un aire de pureza, sin contaminaciones y sus colores una presencia tan efectiva y tan límpida como si nada hubiera pasado por sobre ellos para enturbiarlos, como si se mostraran, por la vez primera, a una asombrada contemplación (…) Es, sin duda un pueblo de nuestra provincia, Río Tercero, el que vive en sus cuadros; pero en tanto materia de arte, un pueblo ideal (…) La menos compleja de sus obras refleja concentrado trabajo, estudio ahincado, labor de depuración sin pausa”.

Por su parte, Ángel T. Lo Celso observó en “50 Años de Arte Plástico en Córdoba”, de 1973:

“Testigo de la humanidad rica y compleja de la tierra que su ojo descubre diariamente, se ha servido de ella como material para plasmarla en su pintura, como si intentase hacer con esta una vasta crónica del lugar. Los óleos de Enrique Gandolfo nacen de la preparación exacta de una metamorfosis del espacio plástico que le conduce a un delicado escamoteo de la profundidad visual”.

Incluso César Magrini, agudo y perseverante comentarista de la obra gandolfiana a lo largo de la década del ’80, tras hacer notar que el artista cordobés “se ha empeñado siempre –y lo bien que ha hecho- en resistirse al insinuante canto de sirena de Buenos Aires”, tras describir los paisajes de una de sus muestras, introdujo un reflexión muy interesante y sugestiva:

“En el caso de Gandolfo, no se pinta sólo con sentido estético, sino asimismo, y primordialmente, ético (…), con una técnica inmaculada, que lo aleja de lo ingenuo pero que no lo desposee de su espíritu, en telas de una ternura sosegante, que no sólo colma los sentidos, sino también, y cómo, el espíritu”.

## Trayectoria
Su primera muestra colectiva es del año 1951, en el Círculo de Bellas Artes de Buenos Aires. Individualmente, expuso desde 1962 en Buenos Aires, Córdoba, Santa Fe, Mar del Plata, Rafaela y Hernando, entre otras ciudades argentinas. En el exterior, en Madrid y Vigo (España). Durante 23 años, Gandolfo fue artista exclusivo de la Galería Wildenstein de Buenos Aires, entre 1967 y 1990, año este último del cierre de ese establecimiento con sede primero en la calle Florida y posteriormente en Av. Córdoba.
Su obra ha sido premiada en distintos salones oficiales y particulares, y seleccionada para integrar colectivas destinadas a representar el panorama plástico argentino en el exterior, entre ellas: “Primitivos actuales de América”, organizada por el Instituto de Cultura Hispánica en Madrid, Barcelona y Valencia (1967); Festival Internacional de Pintura (UNESCO) en Cagne-Sur-Mer (Francia) y en el IX Premio Internacional de Dibujo Joan Miró en Barcelona (1970). Asimismo, fue seleccionado para una serie de exposiciones en los Estados Unidos de América iniciadas en el Miami Art Center y obtuvo votos para el premio.
Sus pinturas formaron parte de selecciones realizadas por el Fondo de las Naciones Unidas para la Infancia (Unicef), la Liga Argentina de Lucha contra el Cáncer (LALCEC) y el Hospital de Niños de Buenos Aires, para ilustrar tarjetas y agendas con fines benéficos entre 1970 y 1995. También por el Patronato de la Infancia (PADELAI) y la Asociación Civil Navidad de Córdoba, con iguales propósitos y en el mismo período.
Ha participado en importantes muestras, bienales y salones nacionales e internacionales, entre los que se pueden destacar:
- 1980 El paisaje en la Argentina a través de sus pintores del siglo XX, Museo de Arte Moderno y Eduardo Sívori, Buenos Aires
- 1982, 1983, 1990, 1992 y 1997, I, II, IX, XI y XVI Salones de Pintura, Fundación Pro Arte Córdob a, Museo Provincial de Bellas Artes Emilio Caraffa, Córdoba
- 1987 a 1993 1ª, 2ª, 3ª y 4ª Bienal Chandon de Pintura, Museo Nacional de Bellas Artes, Buenos Aires
- 1991 Herencia Italiana en el Arte de Córdoba, Consulado Gral. de Italia, Córdoba
- 1992 Salón Chandon de Acuarela, Museo Nacional de Bellas Artes, Buenos Aires
- 1992 “120 Años de Pintura de Córdoba (1871-1991)”, Museo Provincial de Bellas Artes Emilio Caraffa, Córdoba
- 1992 Muestra Asociación Internacional de Artes Plásticas UNESCO, Palais de Glace, Buenos Aires
- 1994 Salón Chandon de Dibujo, Museo Nacional de Bellas Artes, Buenos Aires
- 1994 5ª Bienal de Arte Sacro, Palais de Glace, Buenos Aires
- 1996 6ª Bienal de Arte Sacro, Palais de Glace, Buenos Aires
- 2000 8ª Bienal de Arte Sacro, Palais de Glace, Buenos Aires

Una de sus últimas muestras individuales fuera de su ciudad de residencia, fue la realizada por el Museo Municipal de Bellas Artes Dr. Genaro Pérez de Córdoba en octubre de 1999. En ese mismo centro de arte –que incluye a Gandolfo, al describir su pinacoteca, entre los artistas pertenecientes a “las corrientes contemporáneas”- obras suyas integraron una exhibición colectiva en 2002 que llevó por nombre “Grandes Maestros de la Pintura Argentina”. En Río Tercero sus últimas muestras fueron sendas retrospectivas realizadas en los años 2000, 2002 y 2007, con pinturas y dibujos.

## Premios más importantes
- 1959 Primer Premio Adquisición (Dibujo) XXXVIIIº Salón de Rosario
- 1967 Primer Premio Adquisición (Dibujo) XI Salón de Hernando
- 1969 Premio CISA (Pintura) Primera Bienal del Centro de Investigaciones Sociales de la Argentina (Buenos Aires)
- 1971 Premio “Ezequiel Leguina” al mejor Paisaje (Pintura), LXº Salón Nacional de Artes Plásticas (Buenos Aires)
- 1972 Premio IKA Renault (Pintura) V Salón “Delegación-Gobierno de Córdoba” en Buenos Aires
- 1973 Premio (Pintura) en representación de la provincia de Córdoba, II Exposición de Artistas Plásticos del Interior, organizada por la Municipalidad de la Ciudad de Buenos Aires
- 1978 Primer Premio Adquisición (Pintura), Salón de Artes Plásticas de Río Cuarto
- 1981 Premio Adquisición “Salvador Caputo” (Pintura) LVIIIº Salón Anual de Santa Fe, Museo “Rosa Galisteo de Rodríguez”
- 1984 Gran Premio de Honor (Pintura) VIII Salón Cerealista, Buenos Aires
- 1993 Mención IV Bienal Chandon de Pintura, Museo Nacional de Bellas Artes, Buenos Aires
- 1994 Mención V Bienal de Arte Sacro, Vicaría Episcopal para la Cultura, Museo Nacional de Arte Decorativo, Buenos Aires
- 1998 Premio Honorífico a la Trayectoria Artística, Biblioteca Popular J. J. de Urquiza, Río Tercero

## Obras en
- Museo de Arte Moderno de Buenos Aires, Secretaría de Cultura de la Municipalidad de Buenos Aires
- Museo Provincial de Bellas Artes “Emilio Caraffa” de Córdoba
- Museo Municipal de Bellas Artes “Dr. Genaro Pérez” de Córdoba
- Pinacoteca de la Escuela de Bellas Artes L. E. Spilimbergo de Río Tercero
- Museo Municipal de Bellas Artes “Juan B. Castagnino” de Rosario
- Museo Provincial de Bellas Artes “Rosa Galisteo de Rodríguez” de Santa Fe
- Museo Provincial de Bellas Artes “Ramón Gómez Cornet” de Santiago del Estero
- Museo Municipal de Bellas Artes de Río Cuarto (Córdoba)
- Museo de Arte Moderno de Florianópolis (Brasil)
- Museo de Arte Hispanoamericano de Madrid (España)
- Colección de Arte UNICEF Naciones Unidas, Nueva York (USA)
- Colección de Arte de la Bolsa de Cereales de Buenos Aires
- Colección de Arte Municipal de Hernando (Córdoba)
- Colección de Arte del Círculo Médico de Hernando (Córdoba)
- Museo de Arte Naïf de L’Ile de France, Vicq, Francia
- Colecciones privadas nacionales e internacionales

## Galería

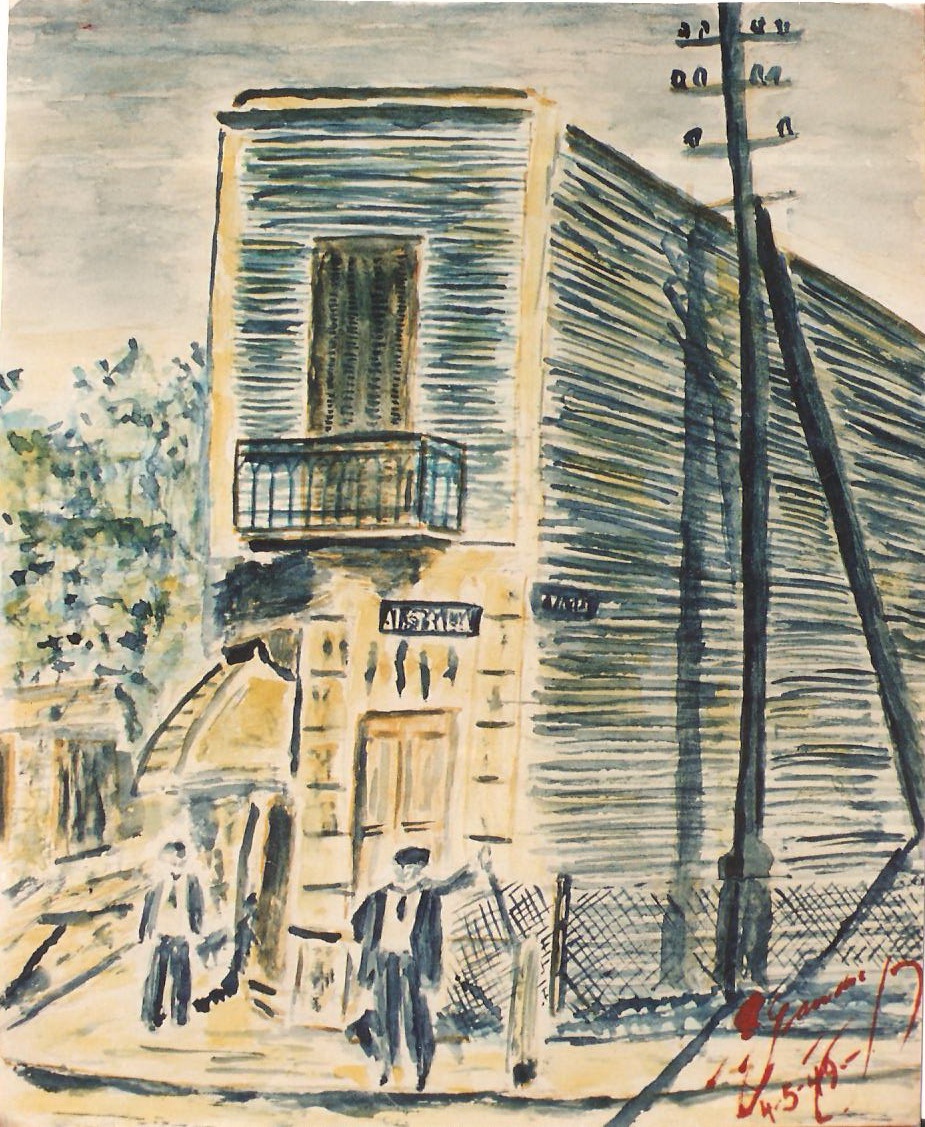
La Boca, acuarela, 1949
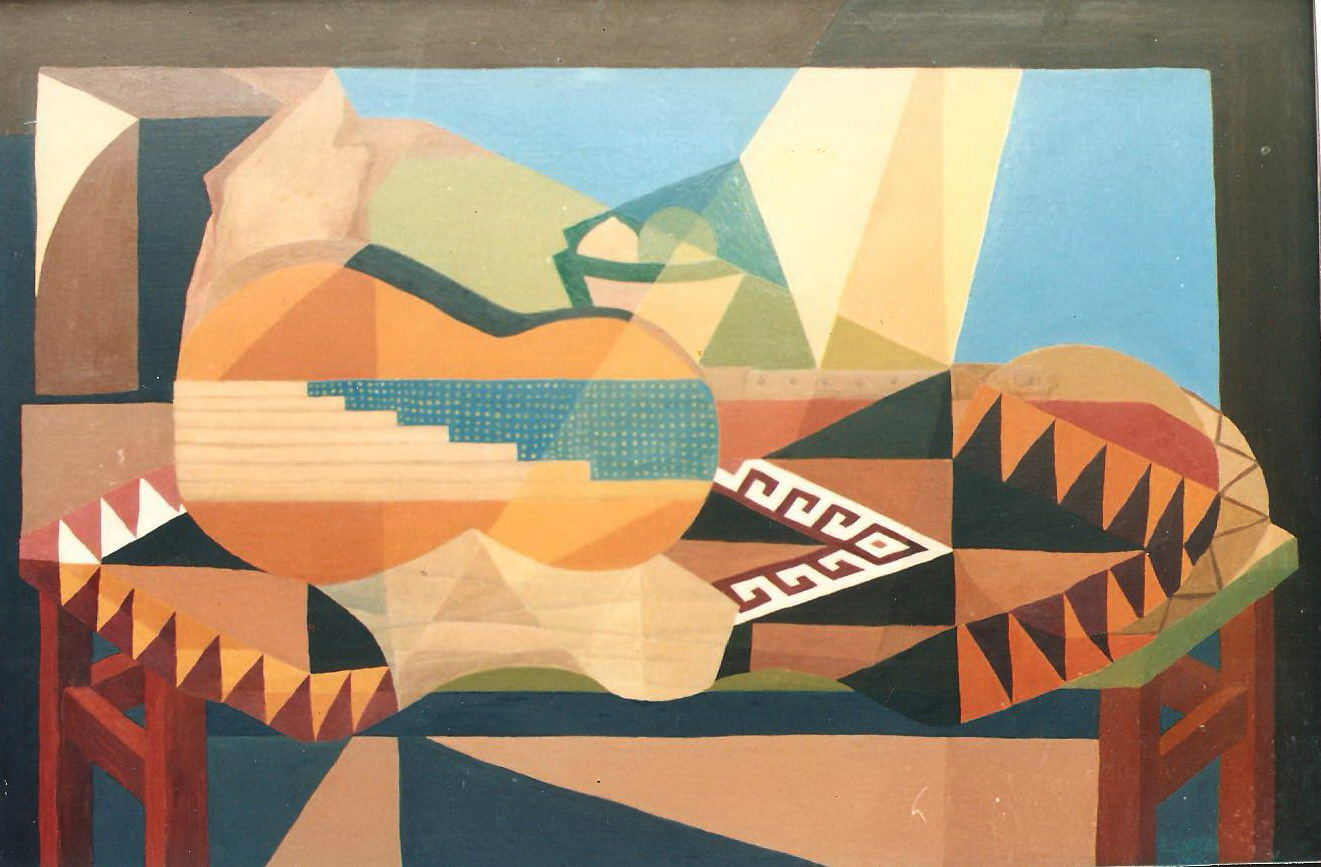
Del folklore, óleo, 1958
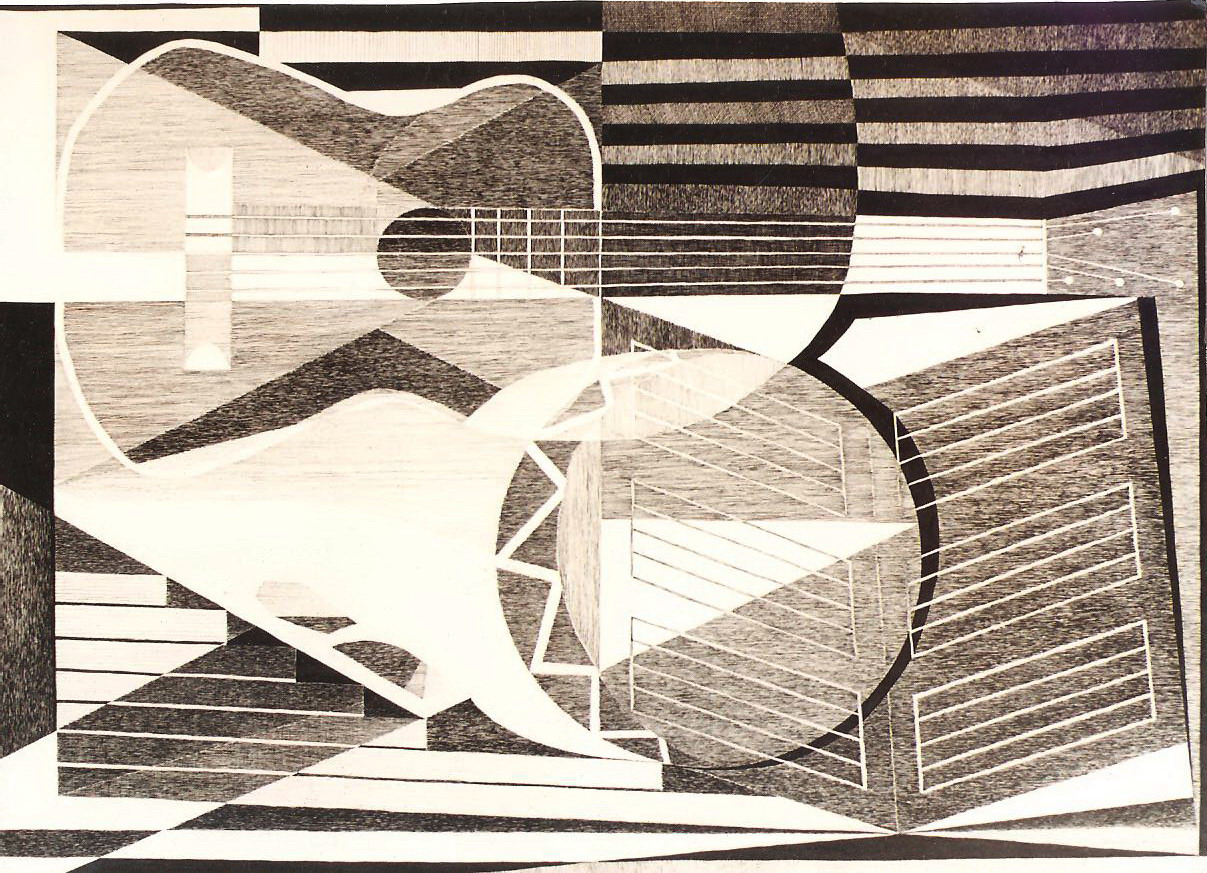
Composición octogonal, dibujo tinta china, 1959
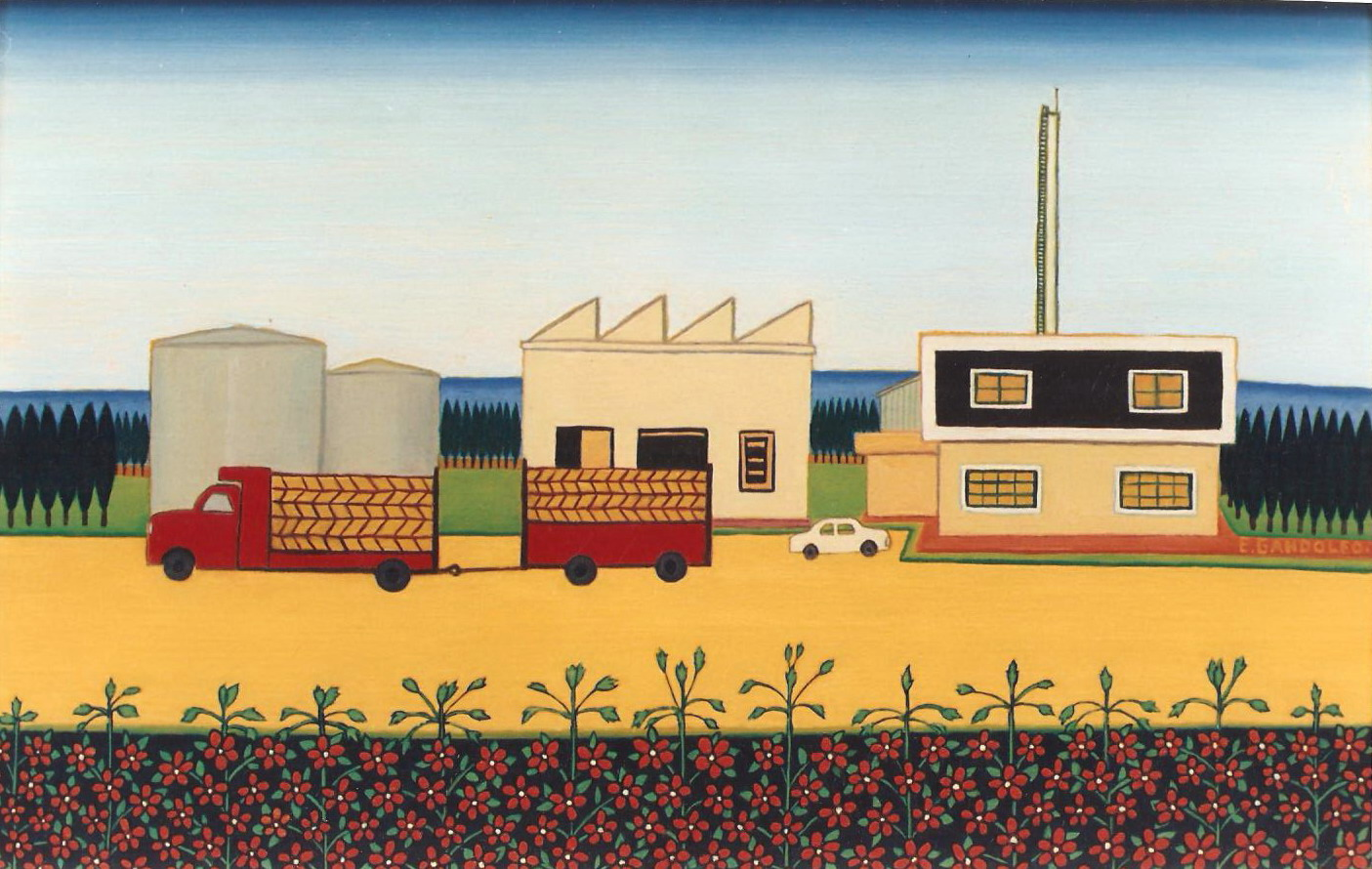
Fábrica de aceite de maní, óleo, 1977
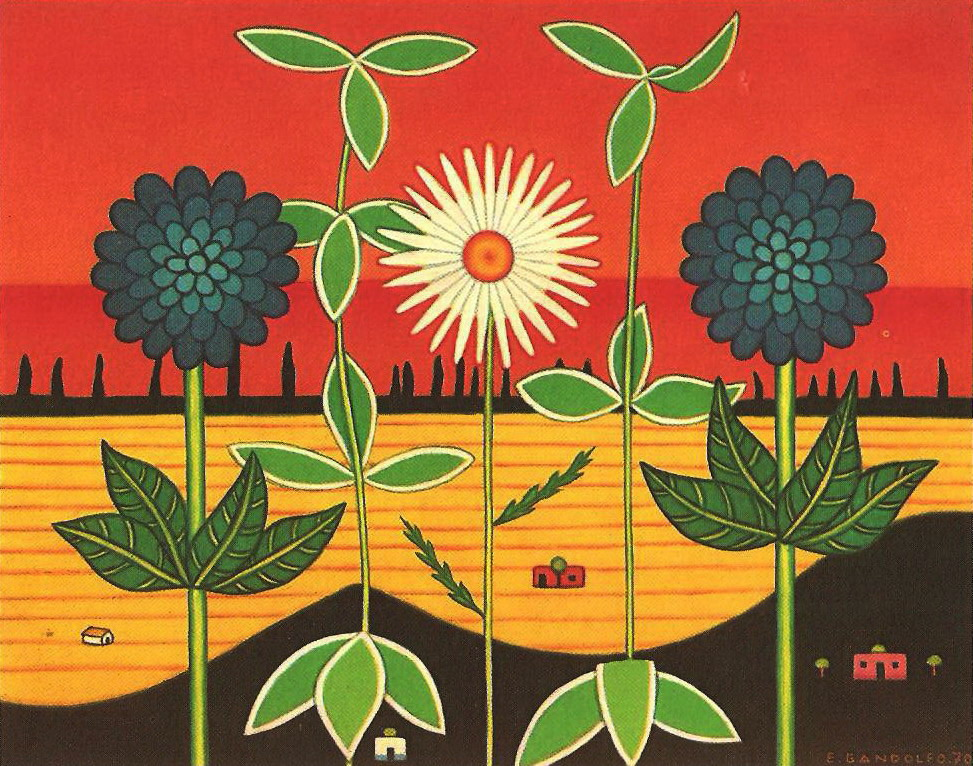
Margaritas y flores azules, óleo, 1979
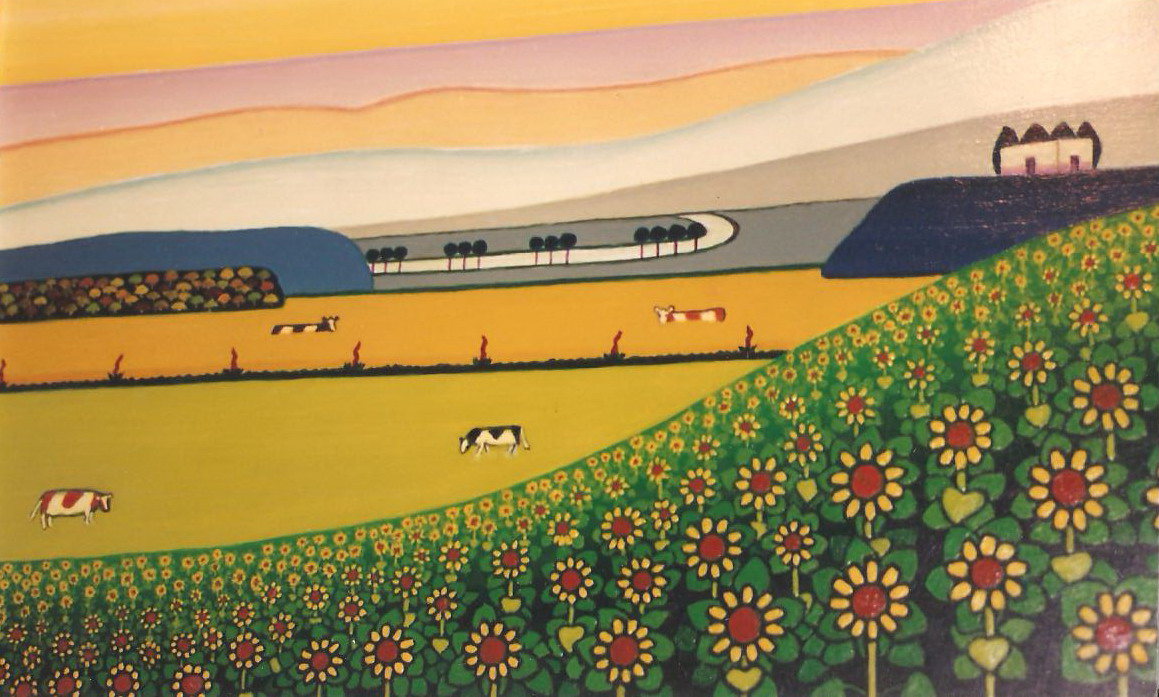
Paisaje de Río Tercero II, óleo, 1980
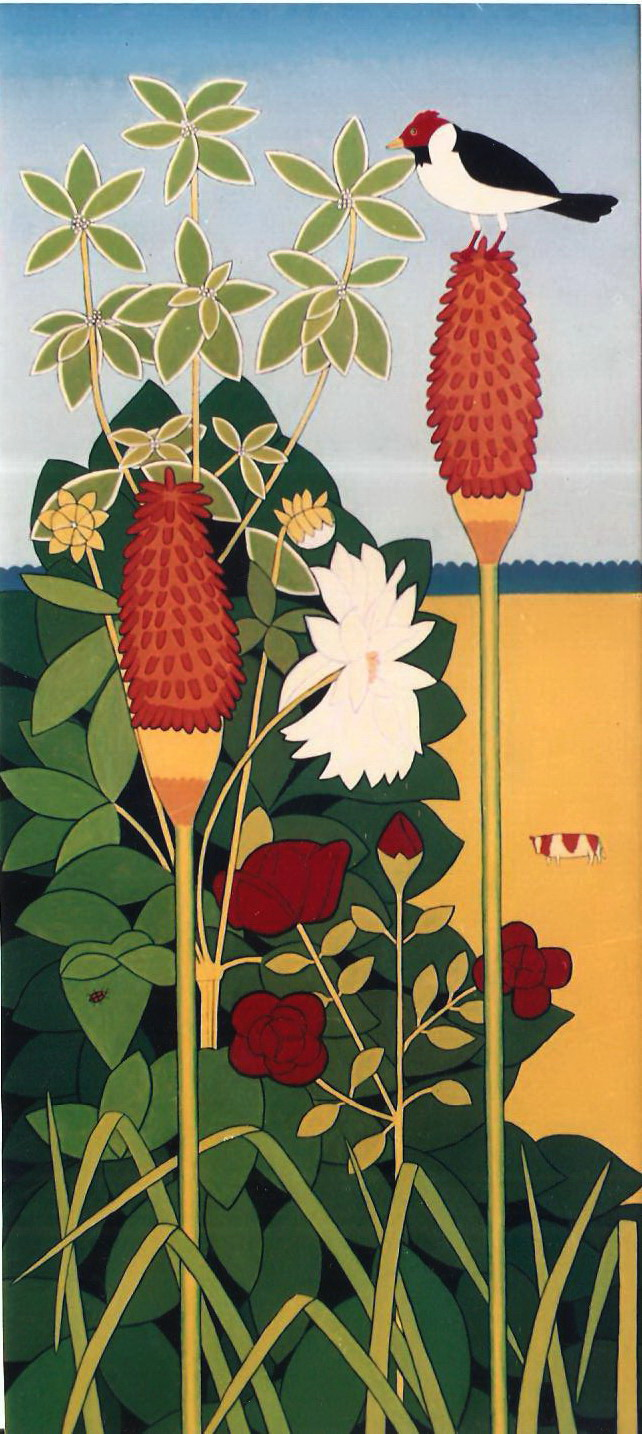
Cardenal sobre cielo florido, óleo, 1987
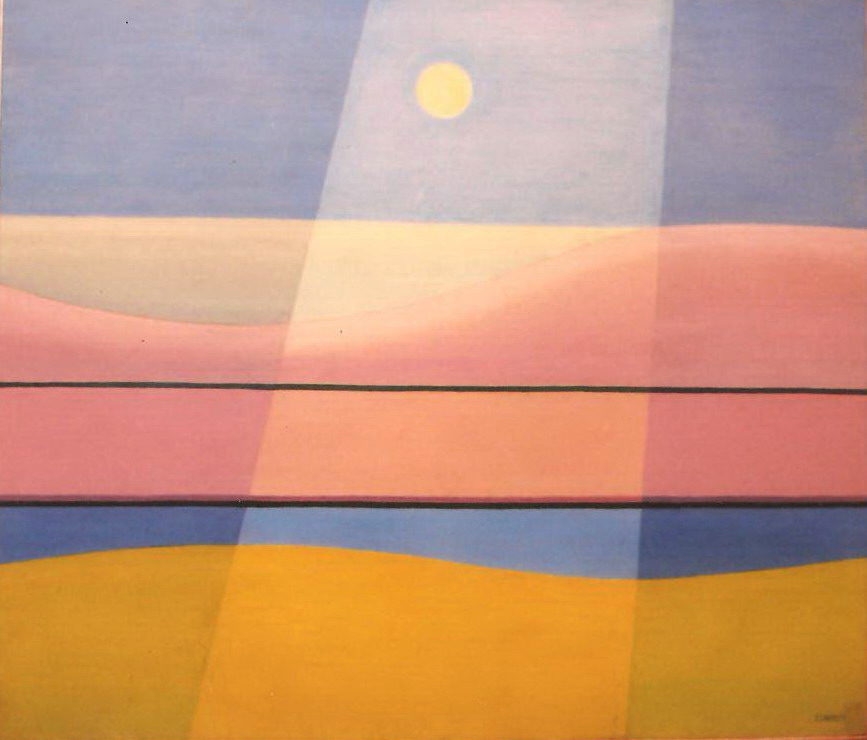
Luz mediterránea, óleo, 1987
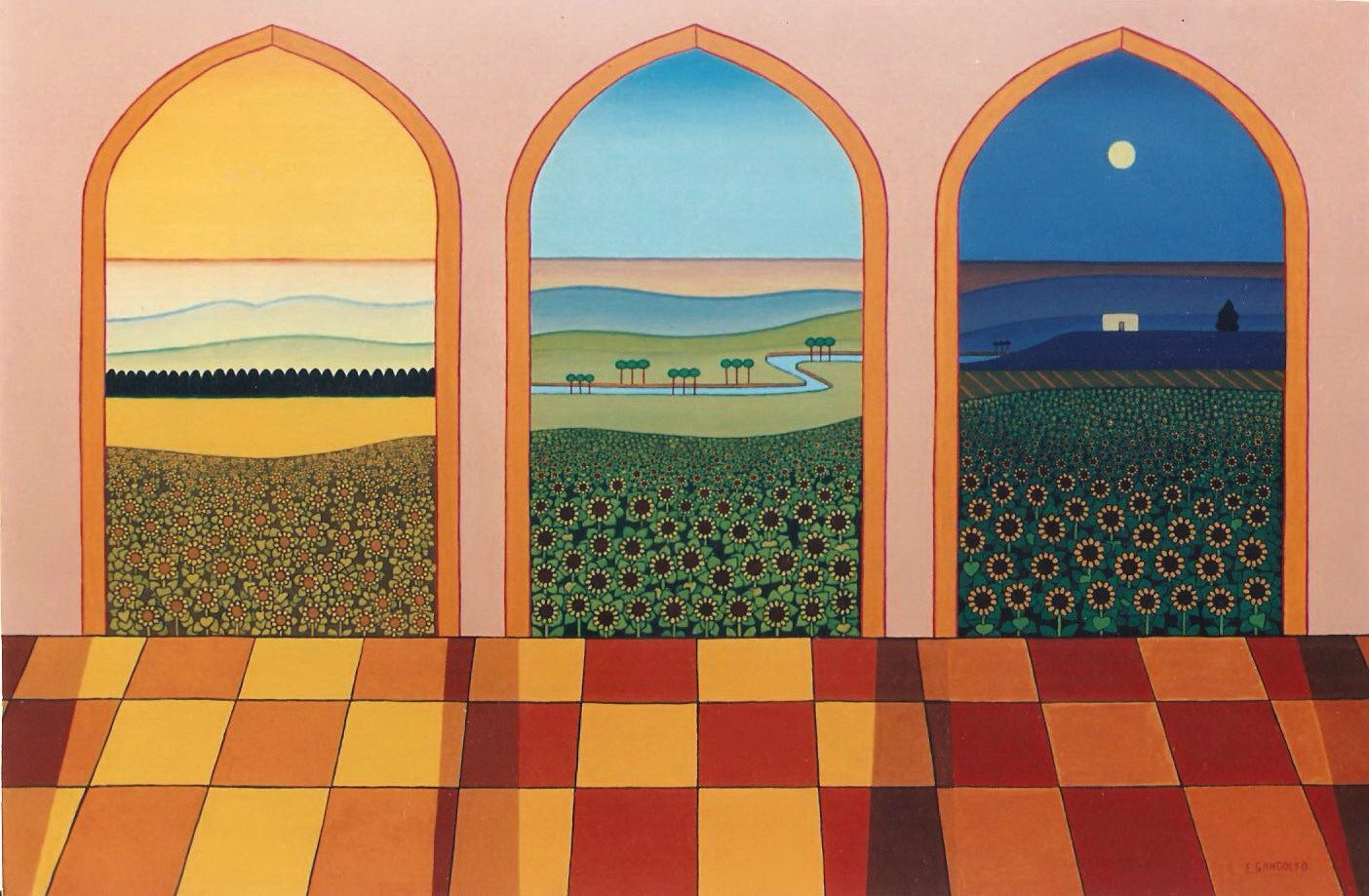
Las horas del día, óleo, 1987
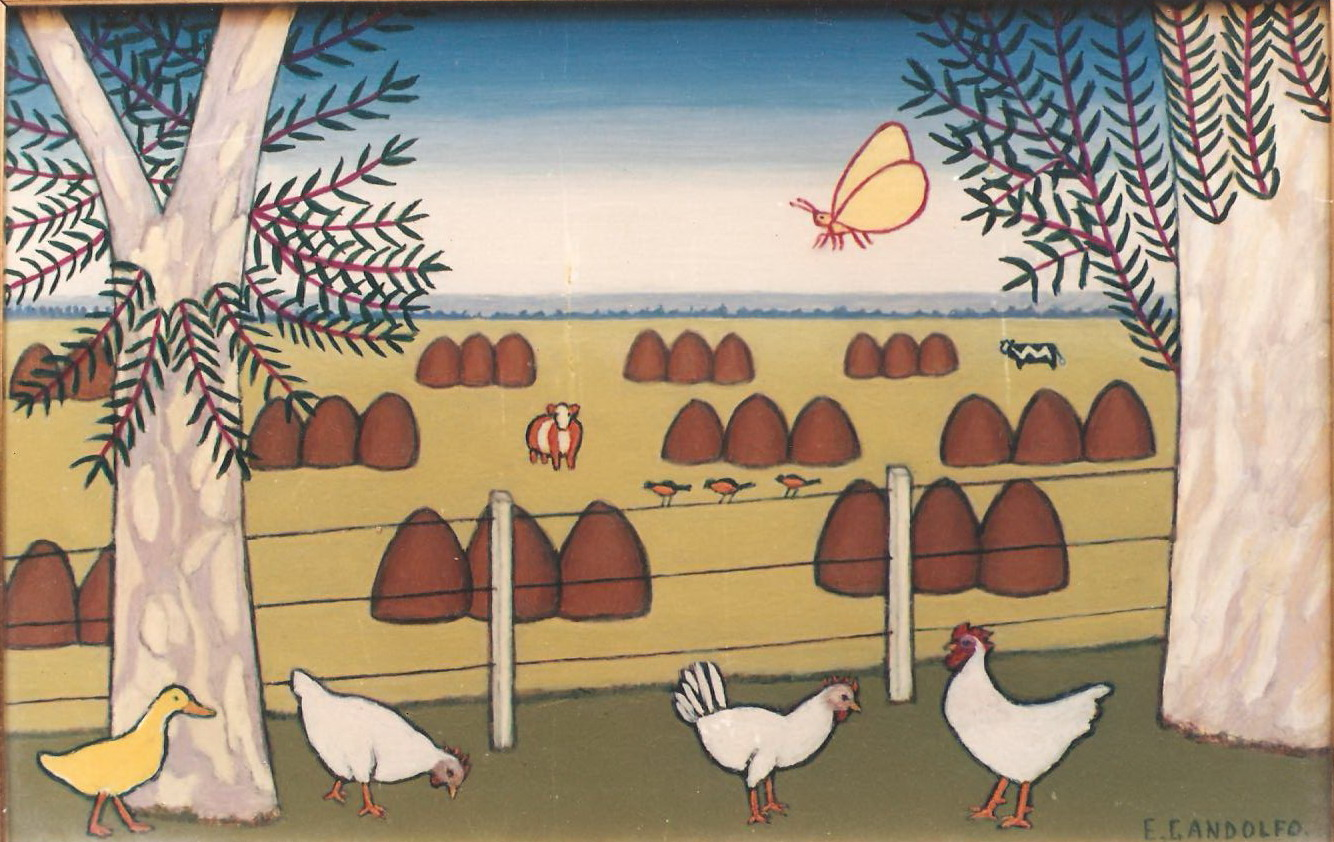
Los eucaliptos, óleo, 1989
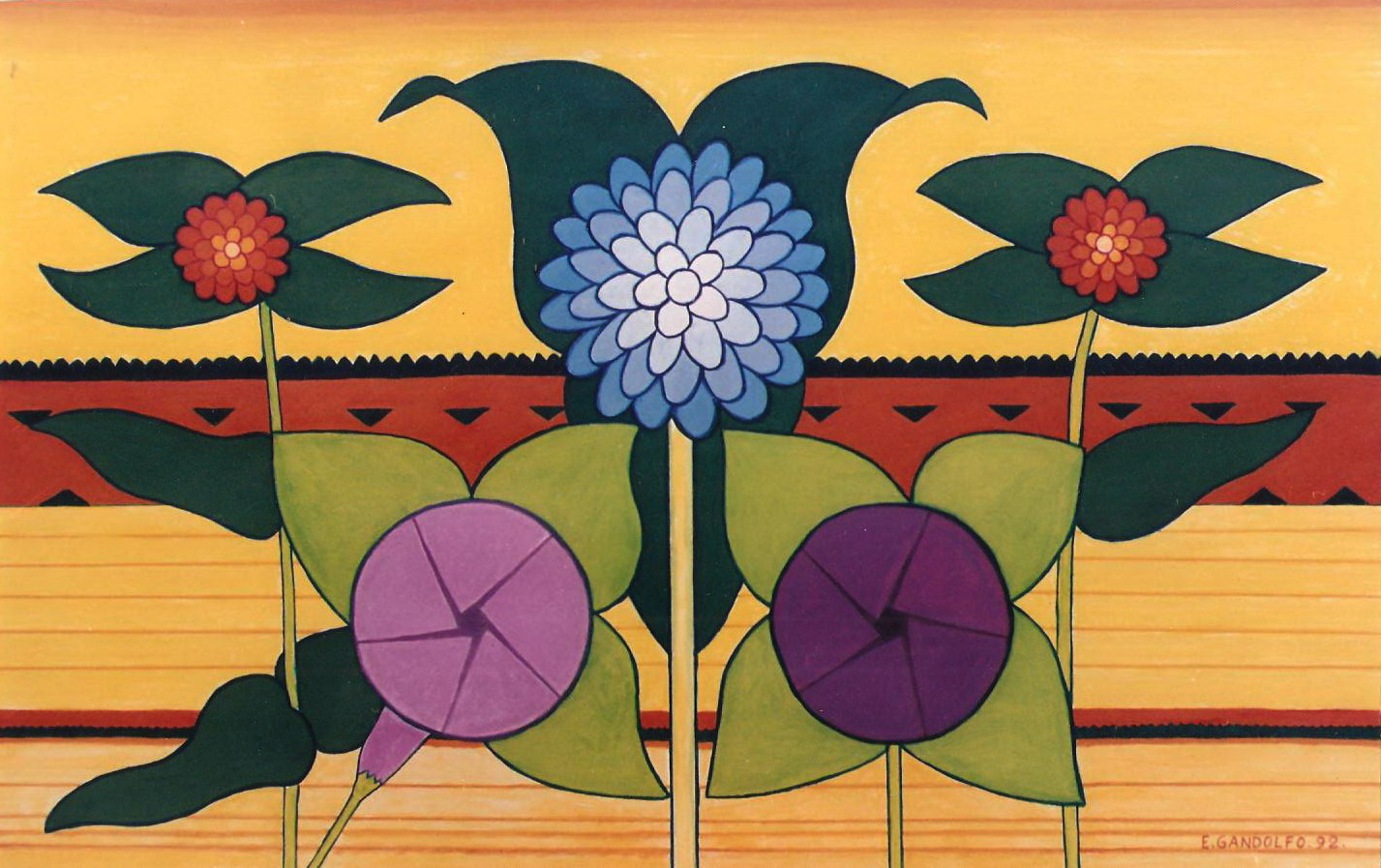
Quinteto de flores, acuarela, 1992
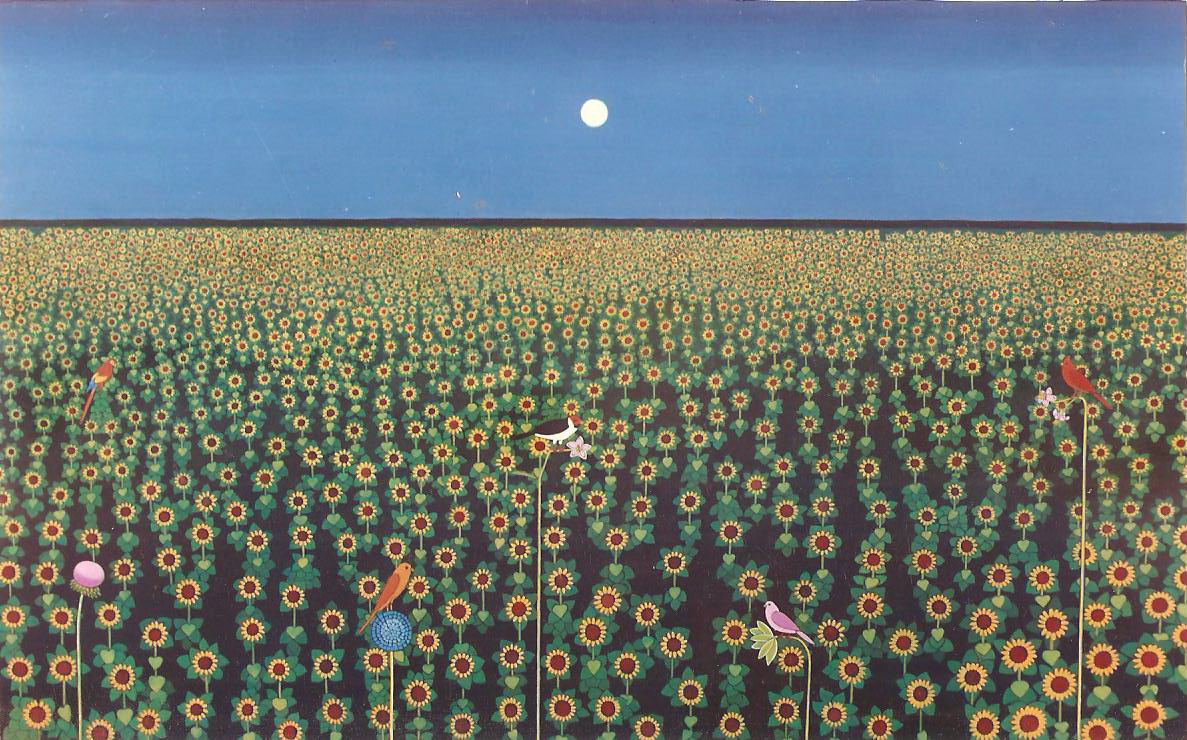
Luna, girasoles y pájaros, óleo, 1993
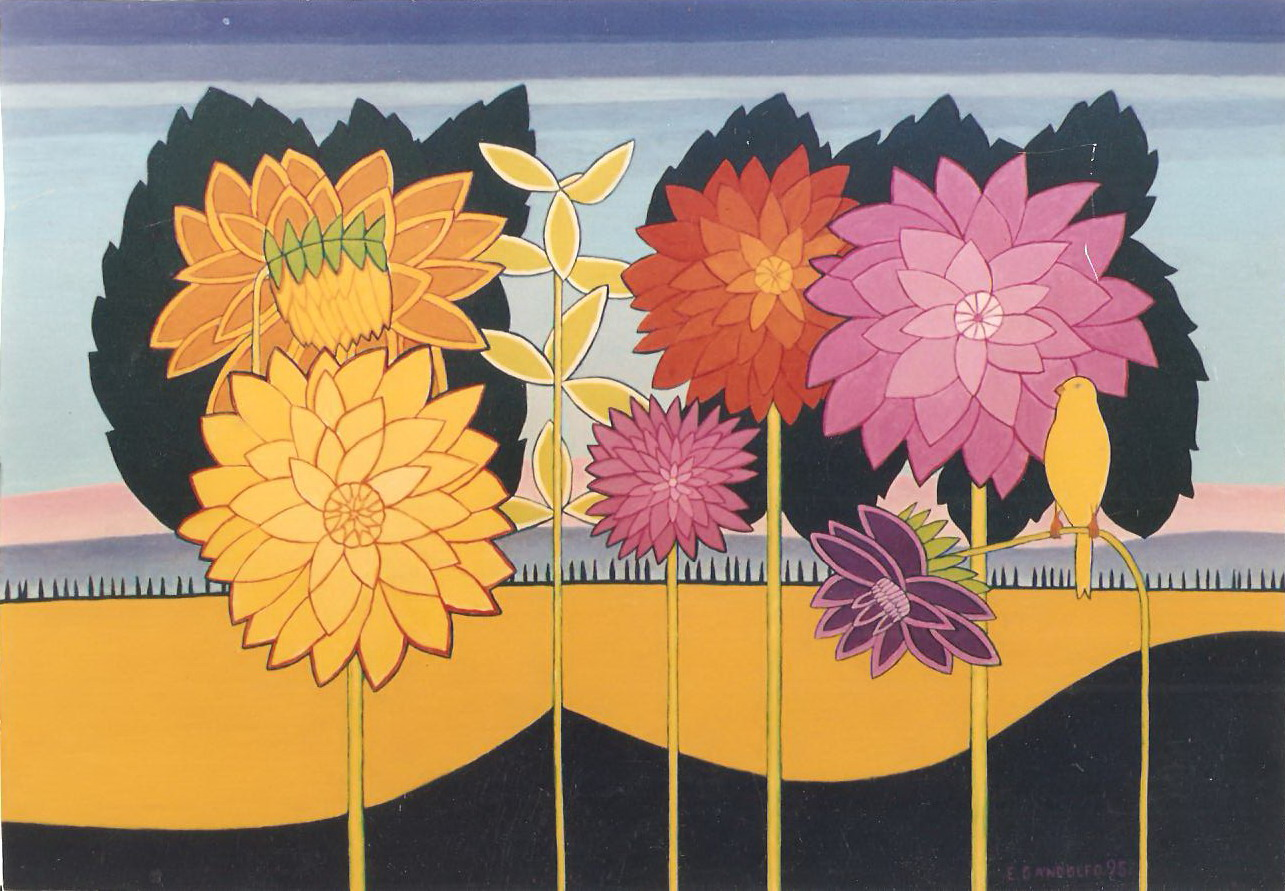
Paisaje con flores y canario, óleo, 1995
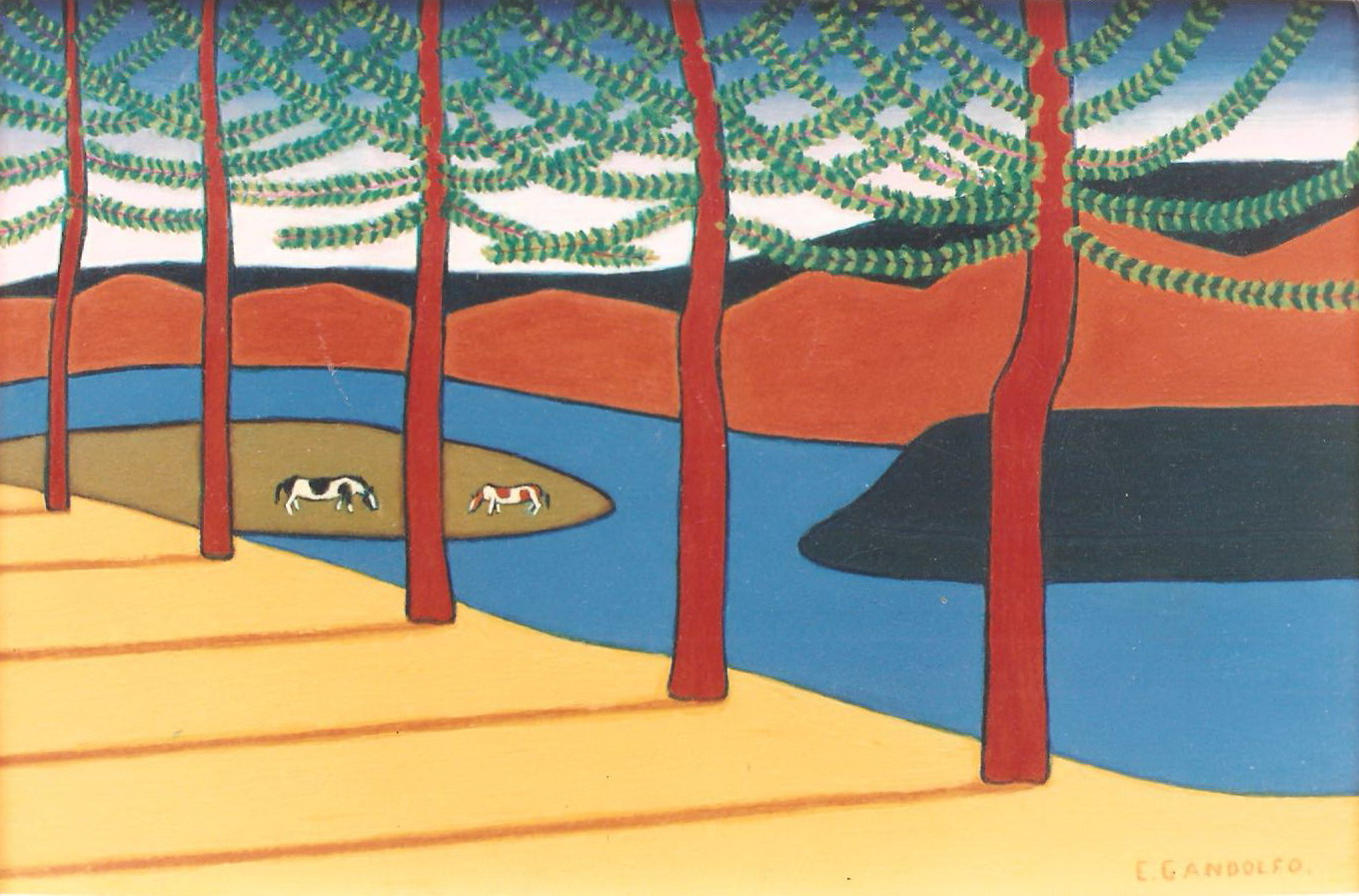
El río Tercero, óleo, 1996
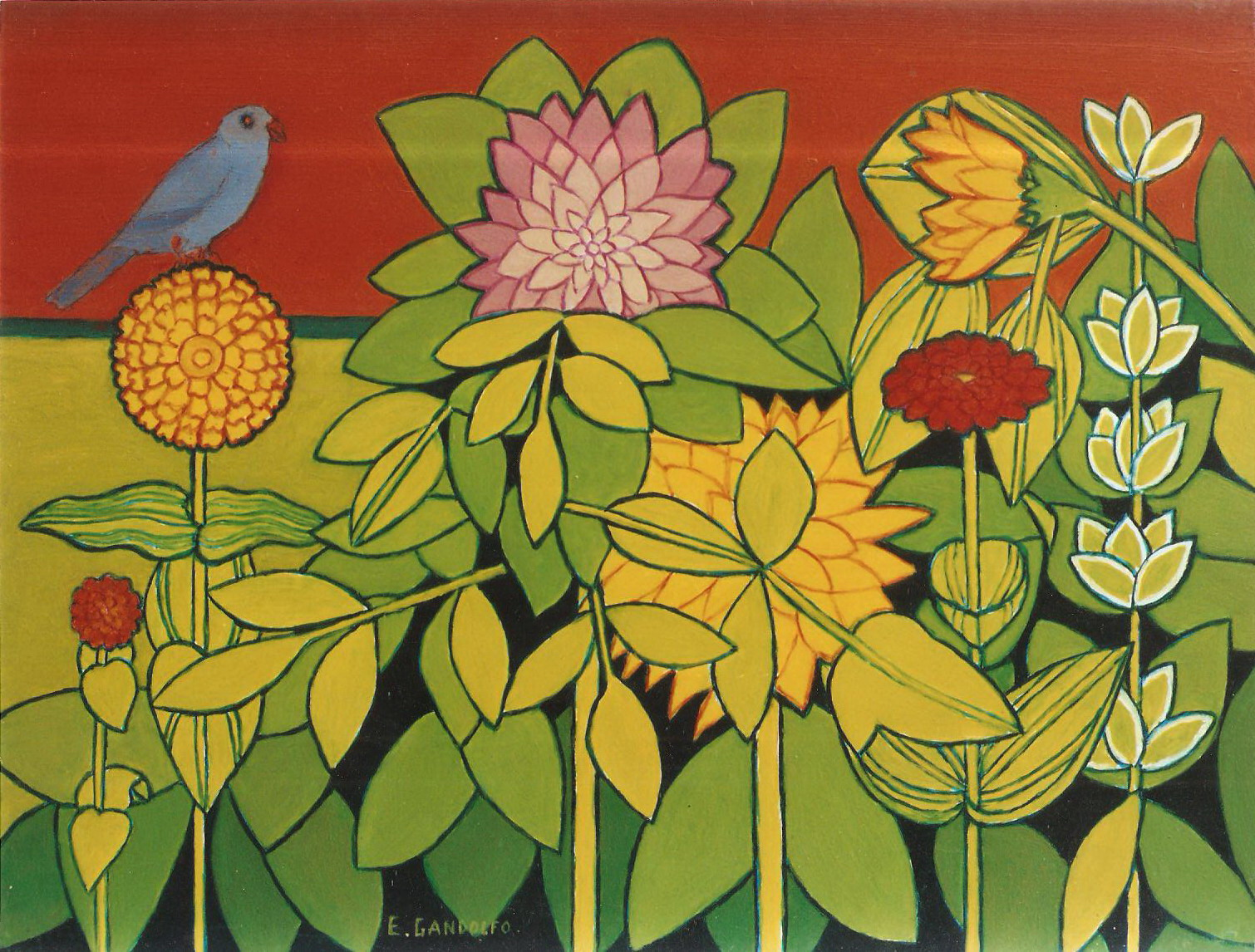
Flores con pájaro azul, óleo, 2002

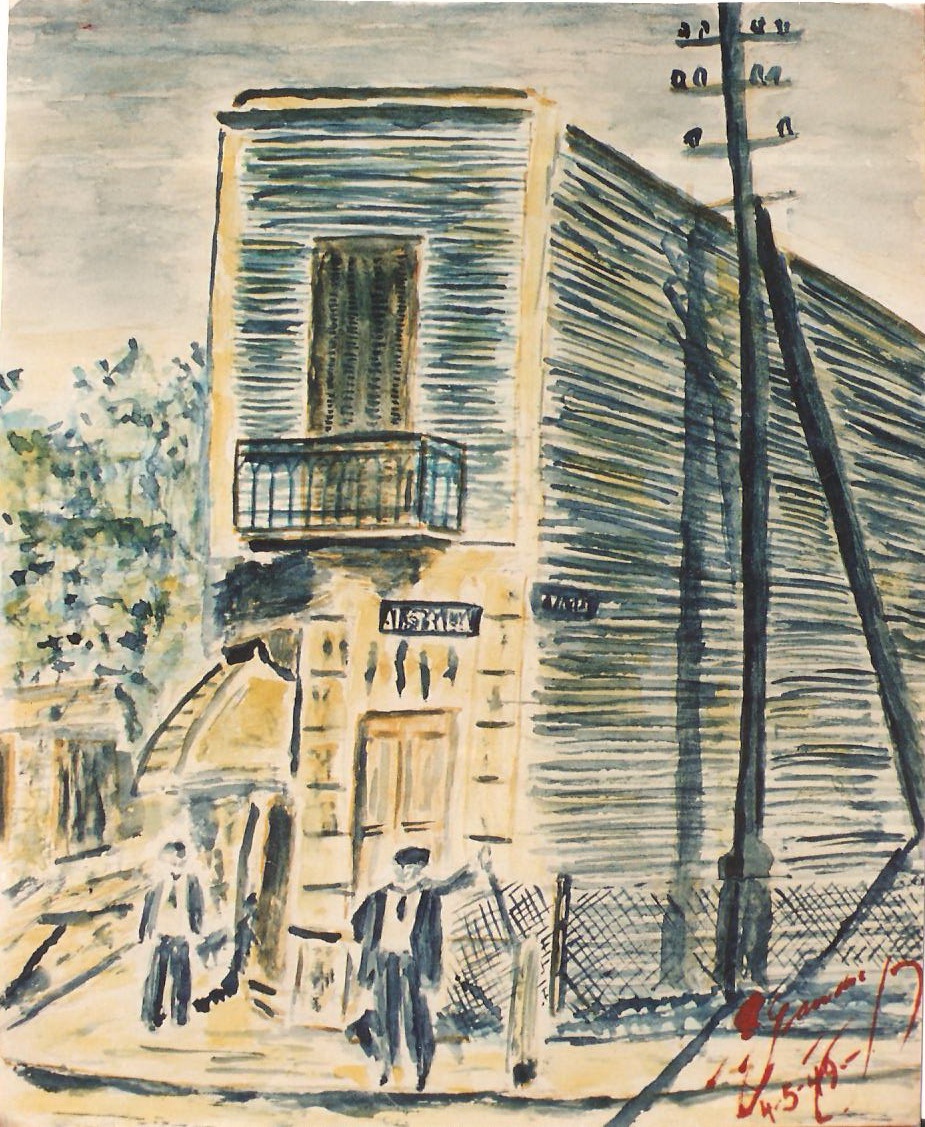
La Boca, acuarela, 1949
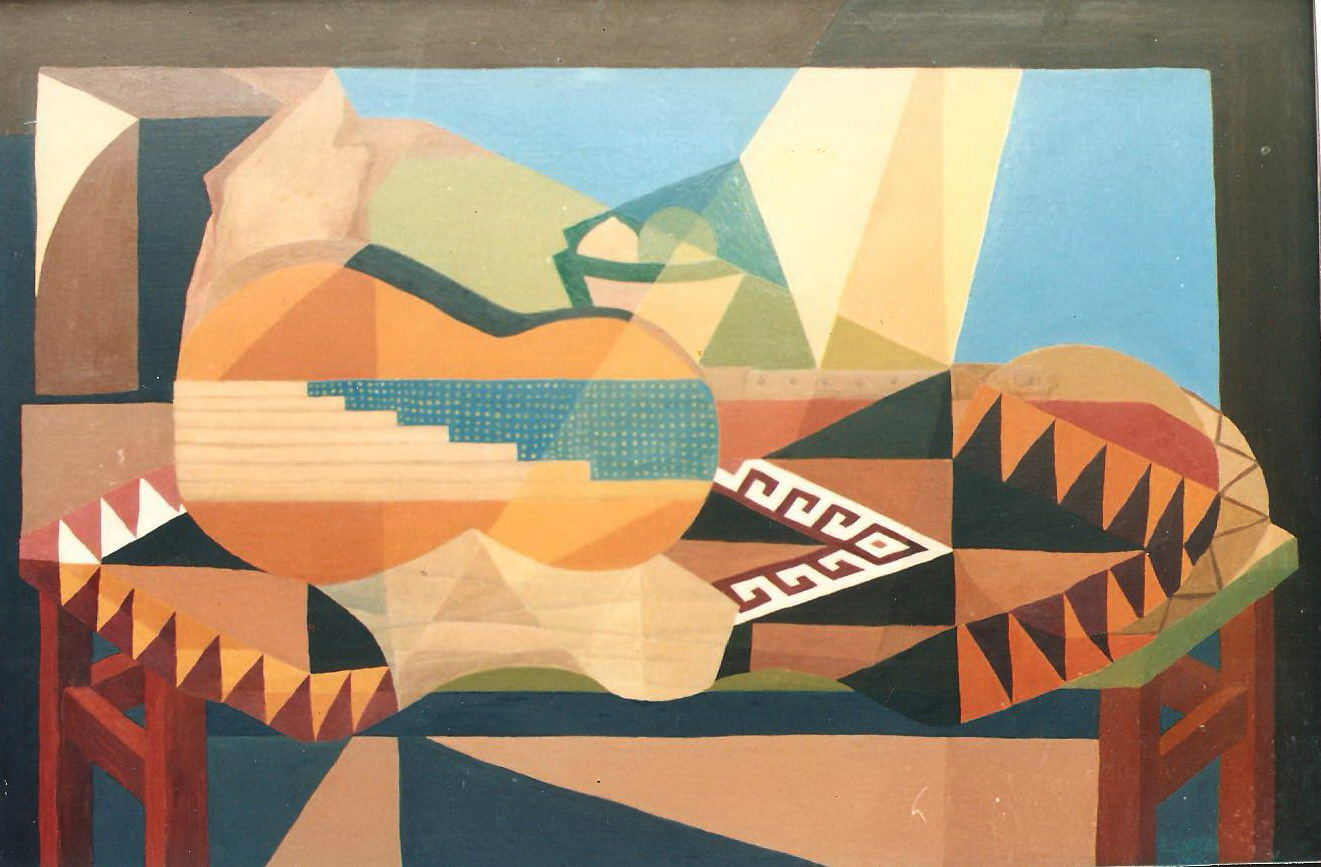
Del folklore, óleo, 1958
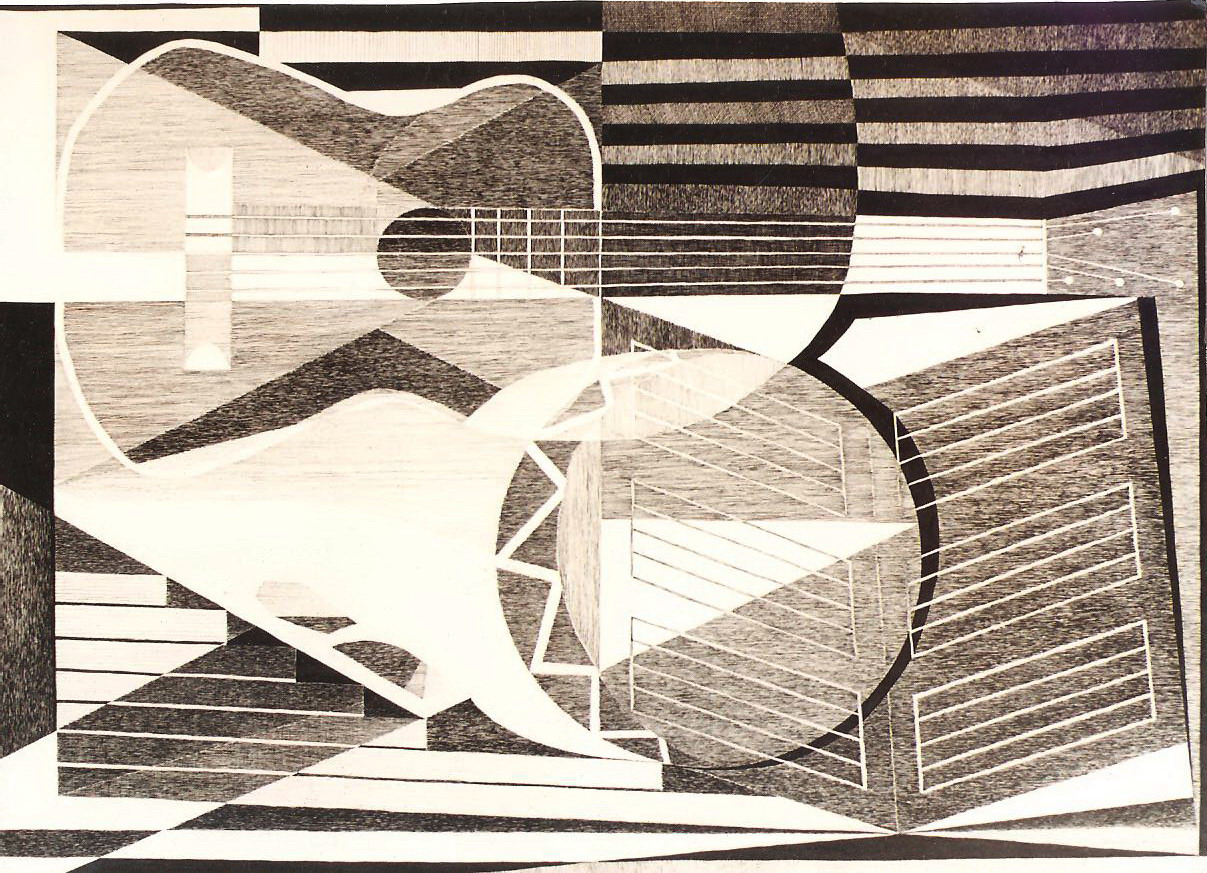
Composición octogonal, dibujo tinta china, 1959
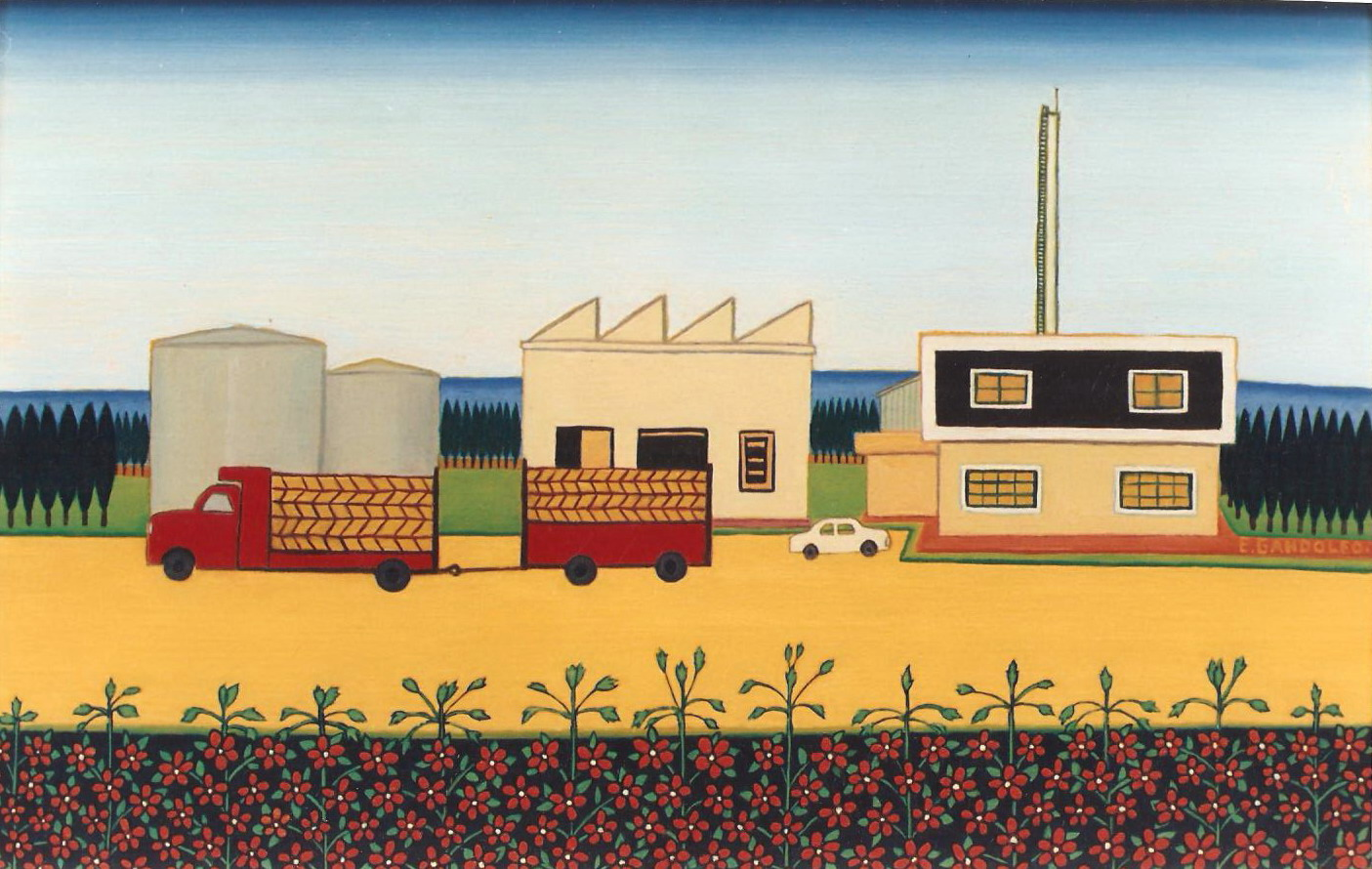
Fábrica de aceite de maní, óleo, 1977
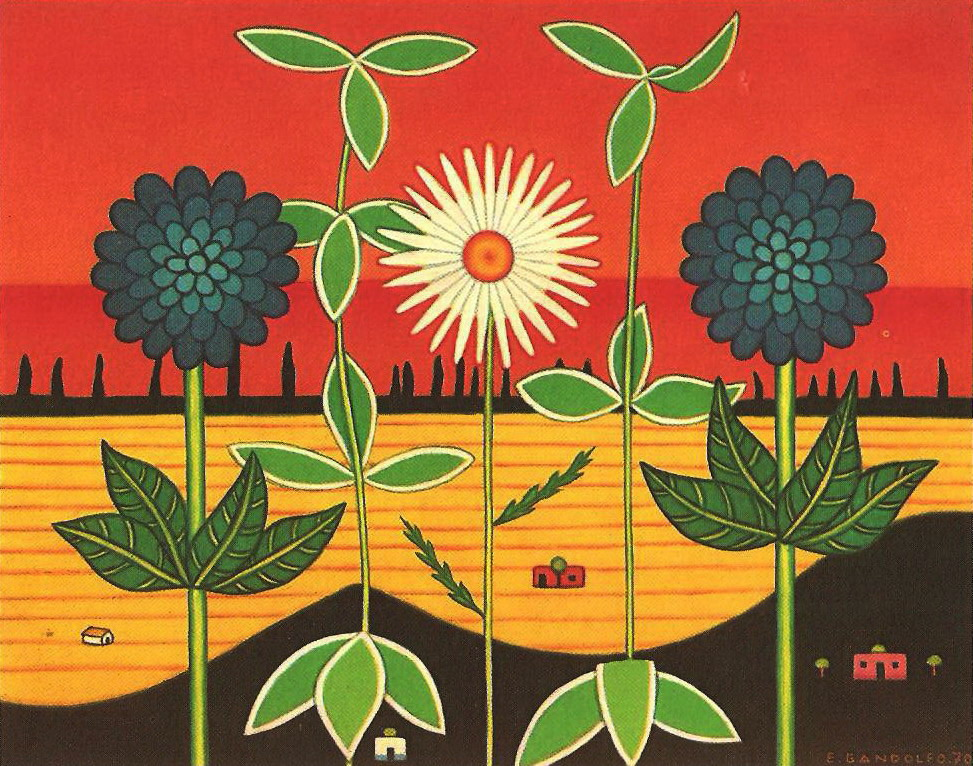
Margaritas y flores azules, óleo, 1979
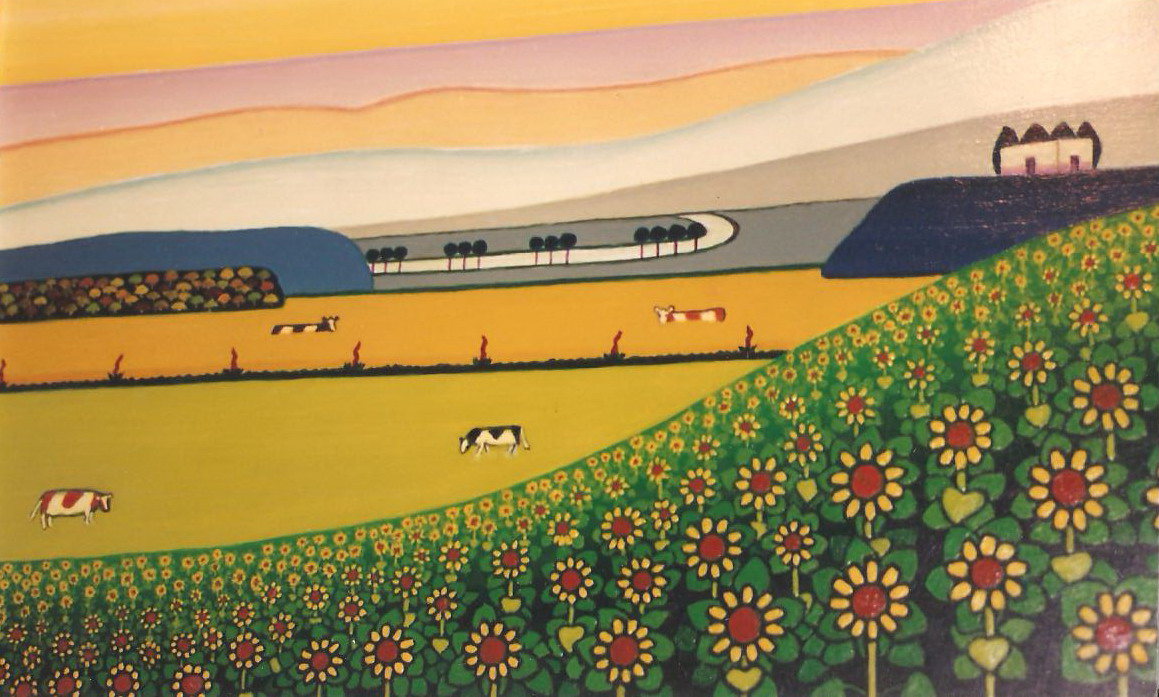
ENRIQUE GANDOLFO. Pinturas 65. Paisaje de Río Tercero II, 1980. Óleo, 26 x 41 (propiedad de Flia. del Dr. Jesús Beti)
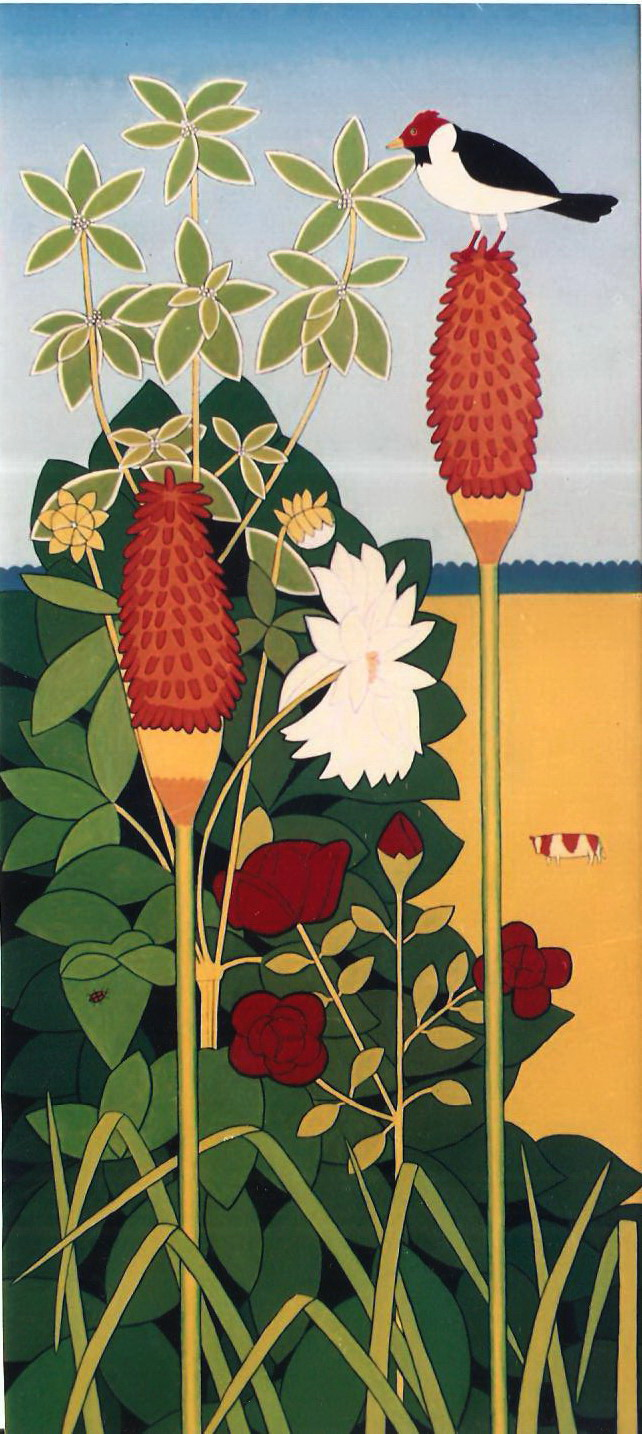
Cardenal sobre cielo florido, óleo, 1987
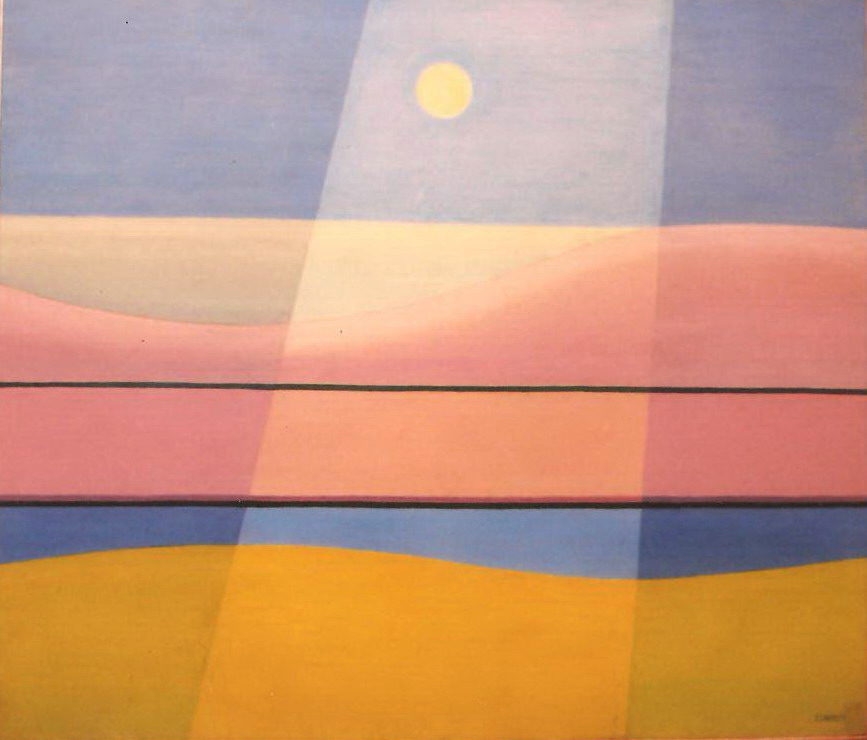
Luz mediterránea, óleo, 1987
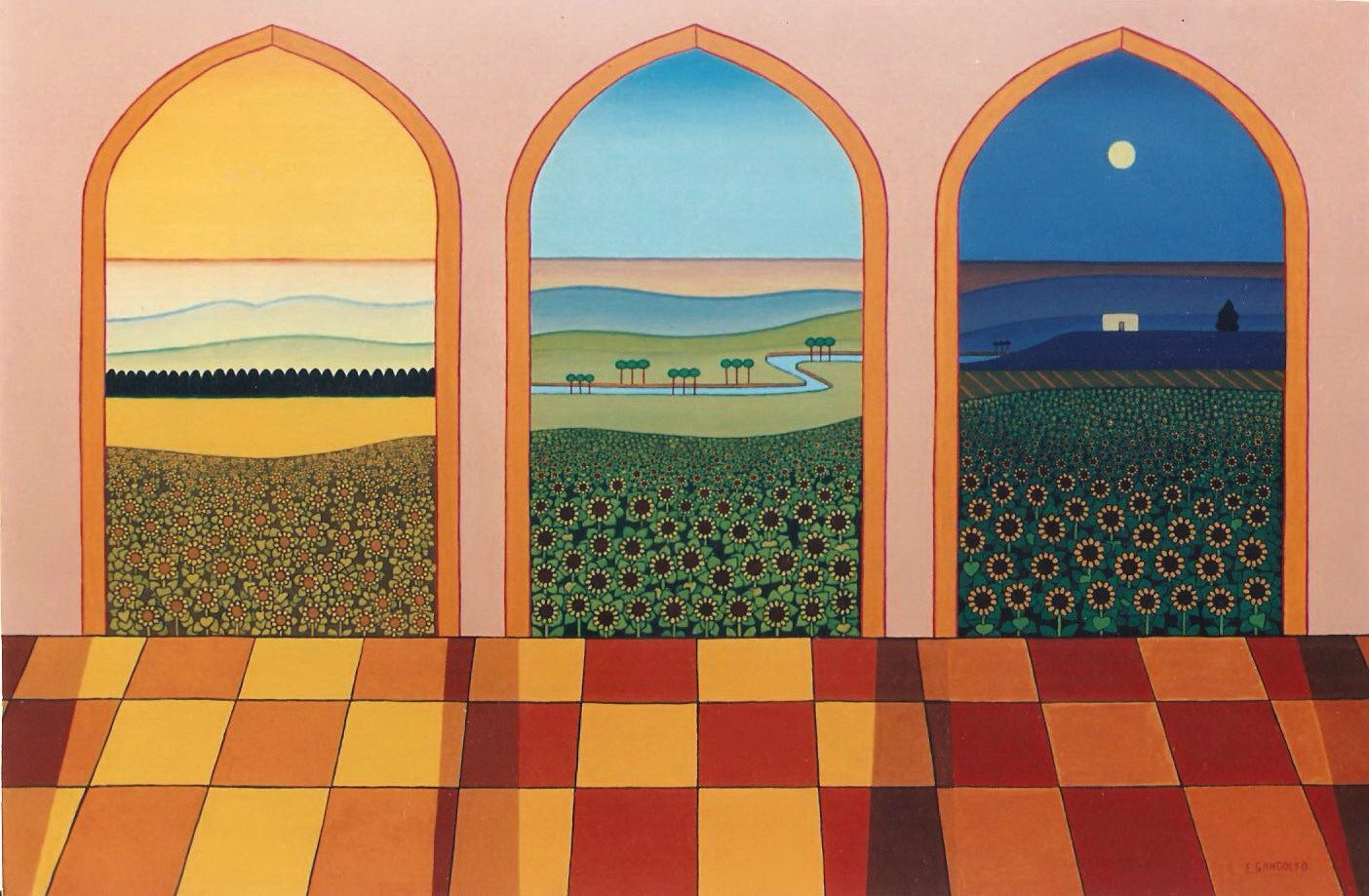
Las horas del día, óleo, 1987
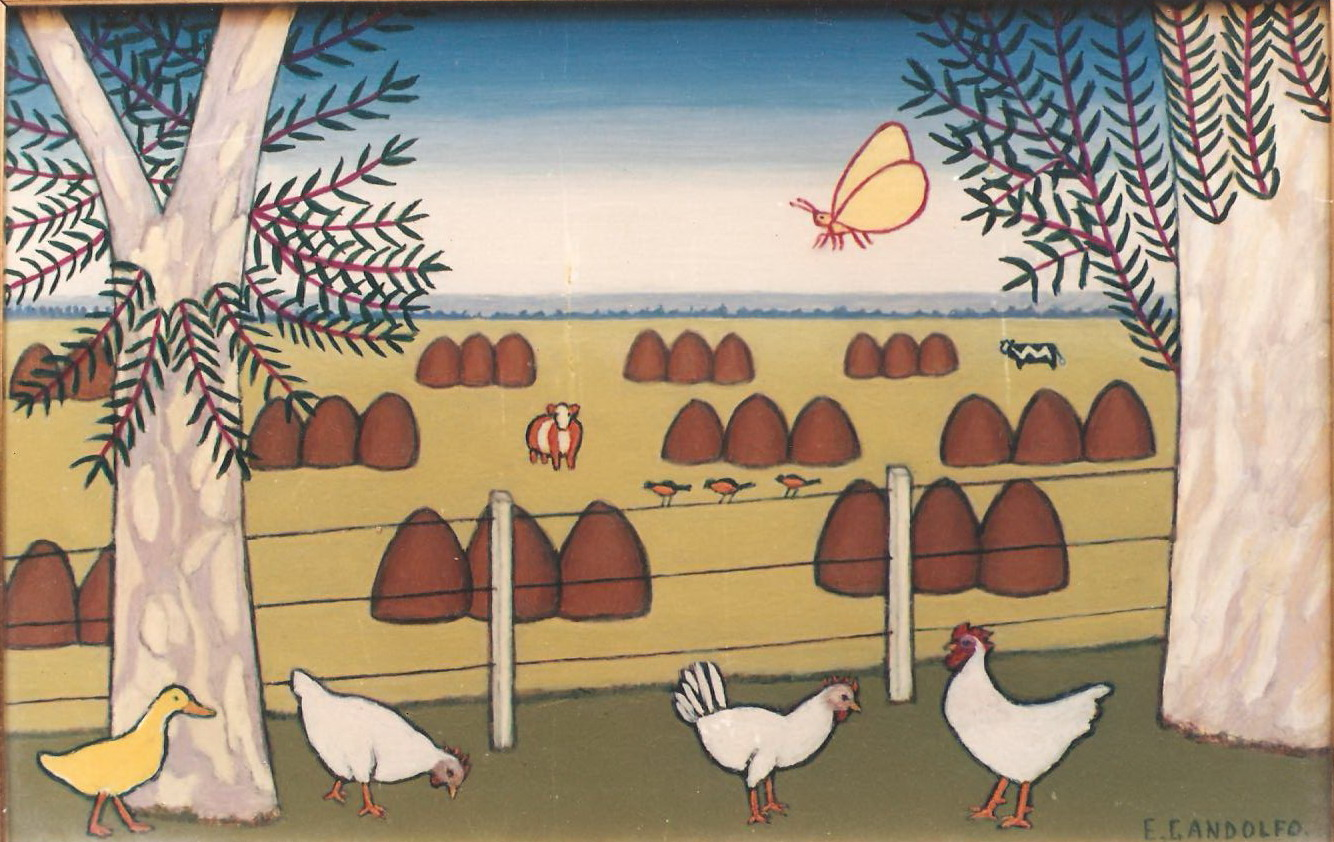
Los eucaliptos, óleo, 1989
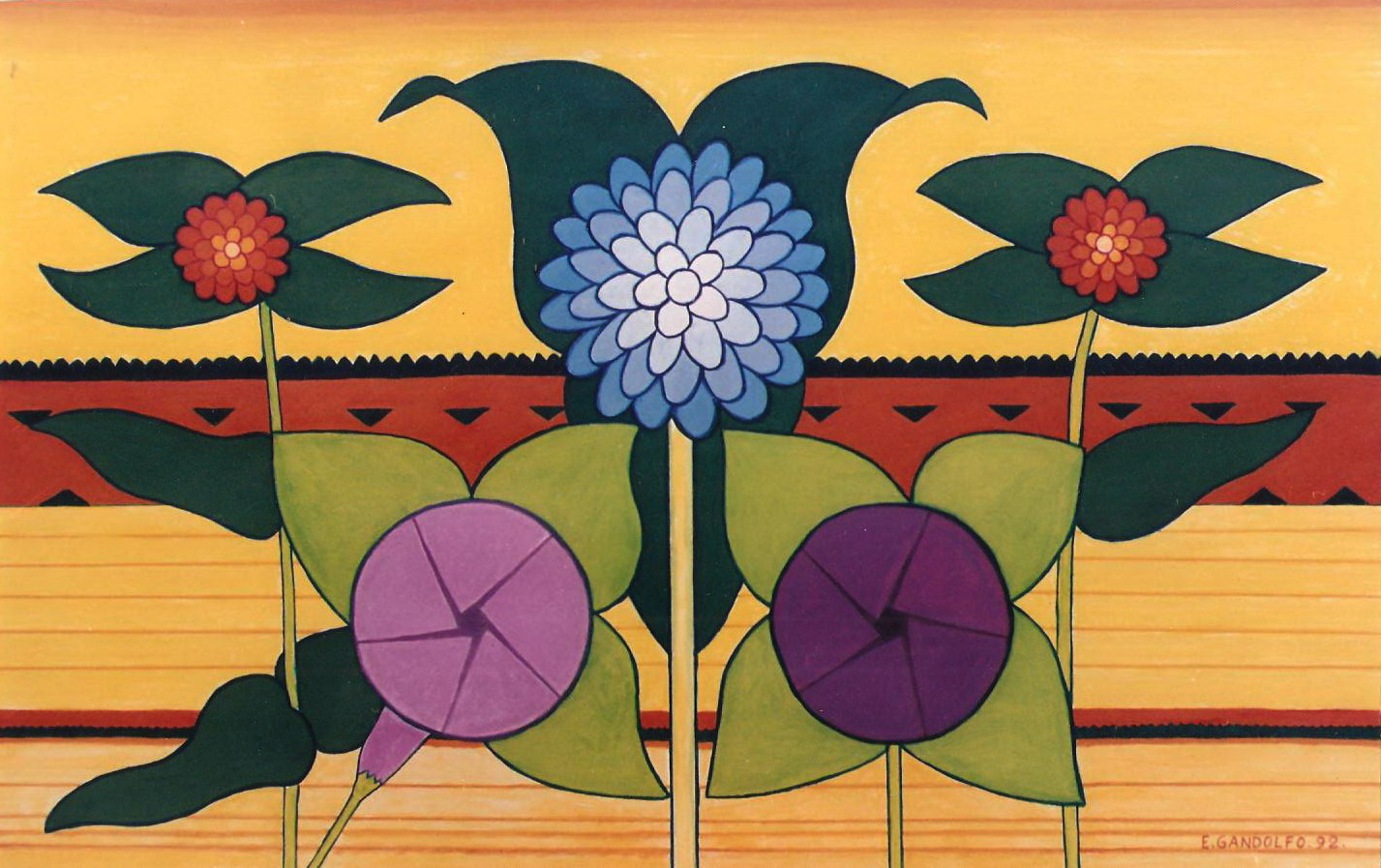
Quinteto de flores, acuarela, 1992
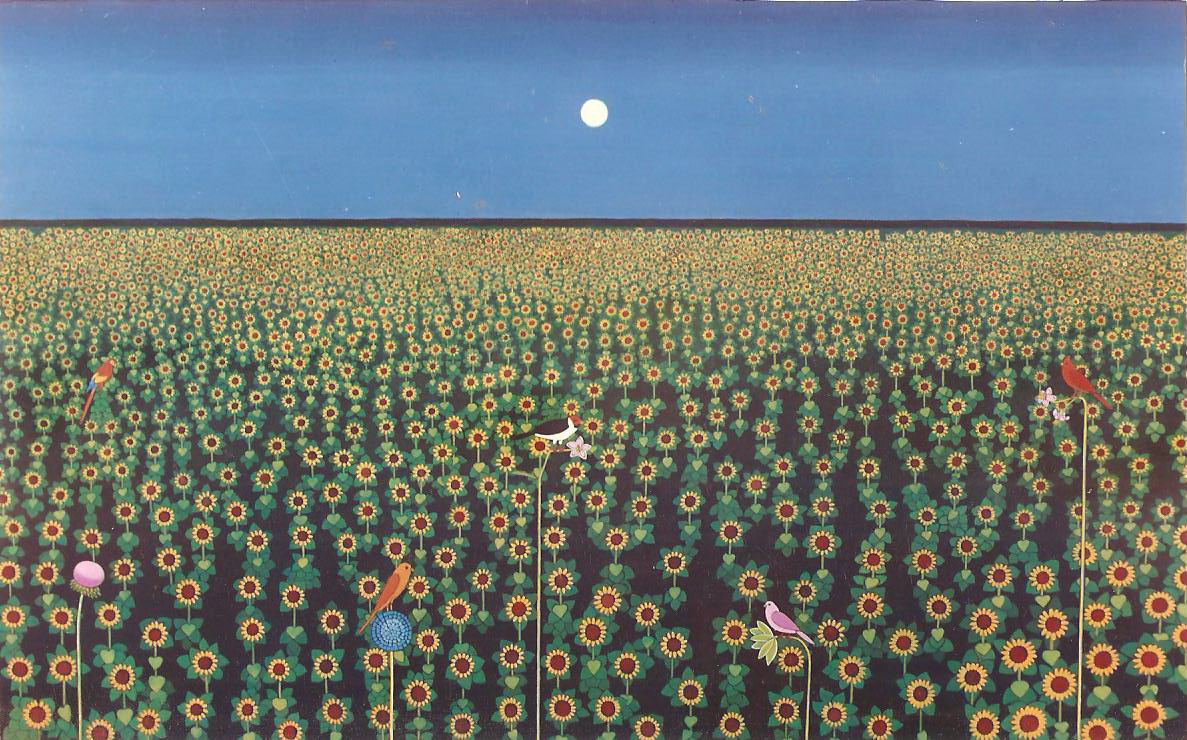
Luna, girasoles y pájaros, óleo, 1993
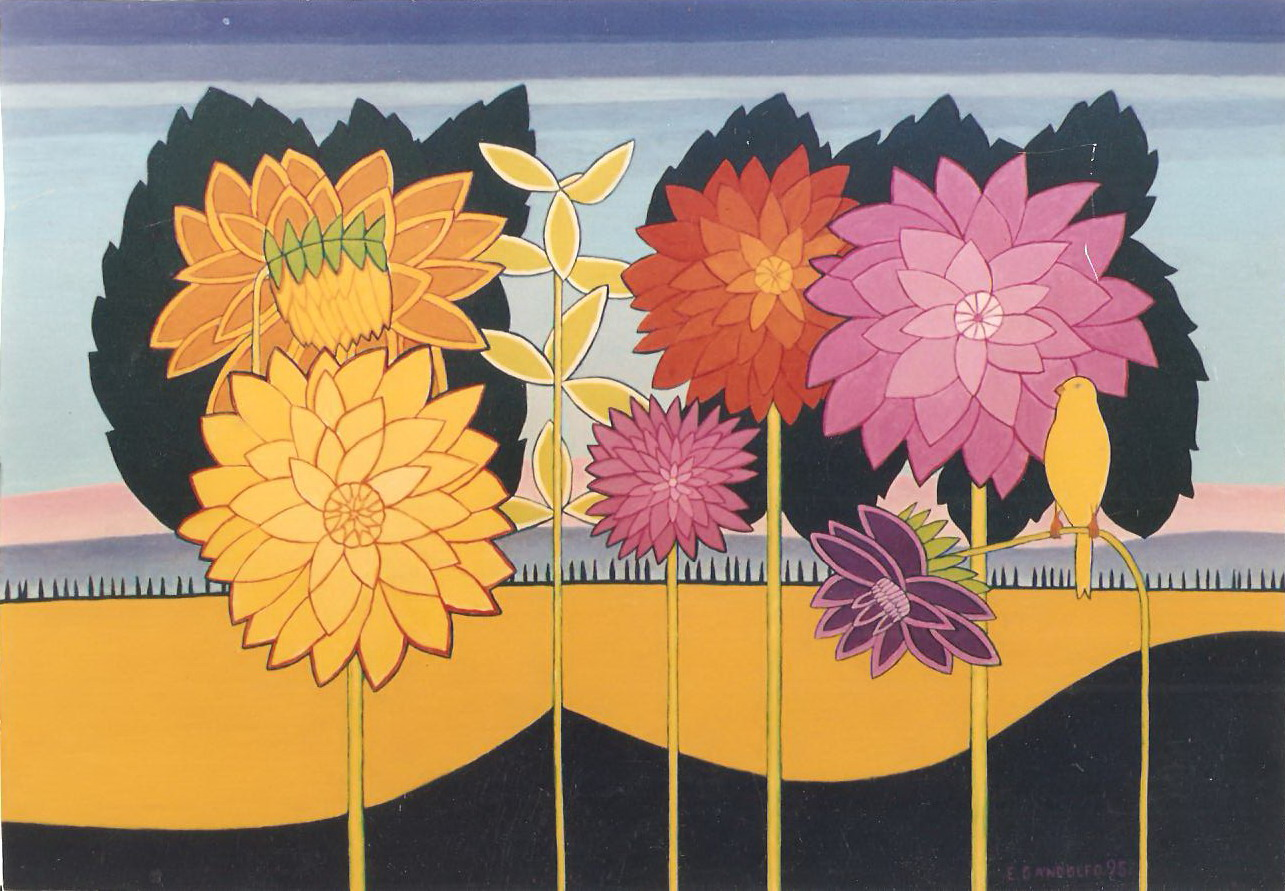
Paisaje con flores y canario, óleo, 1995
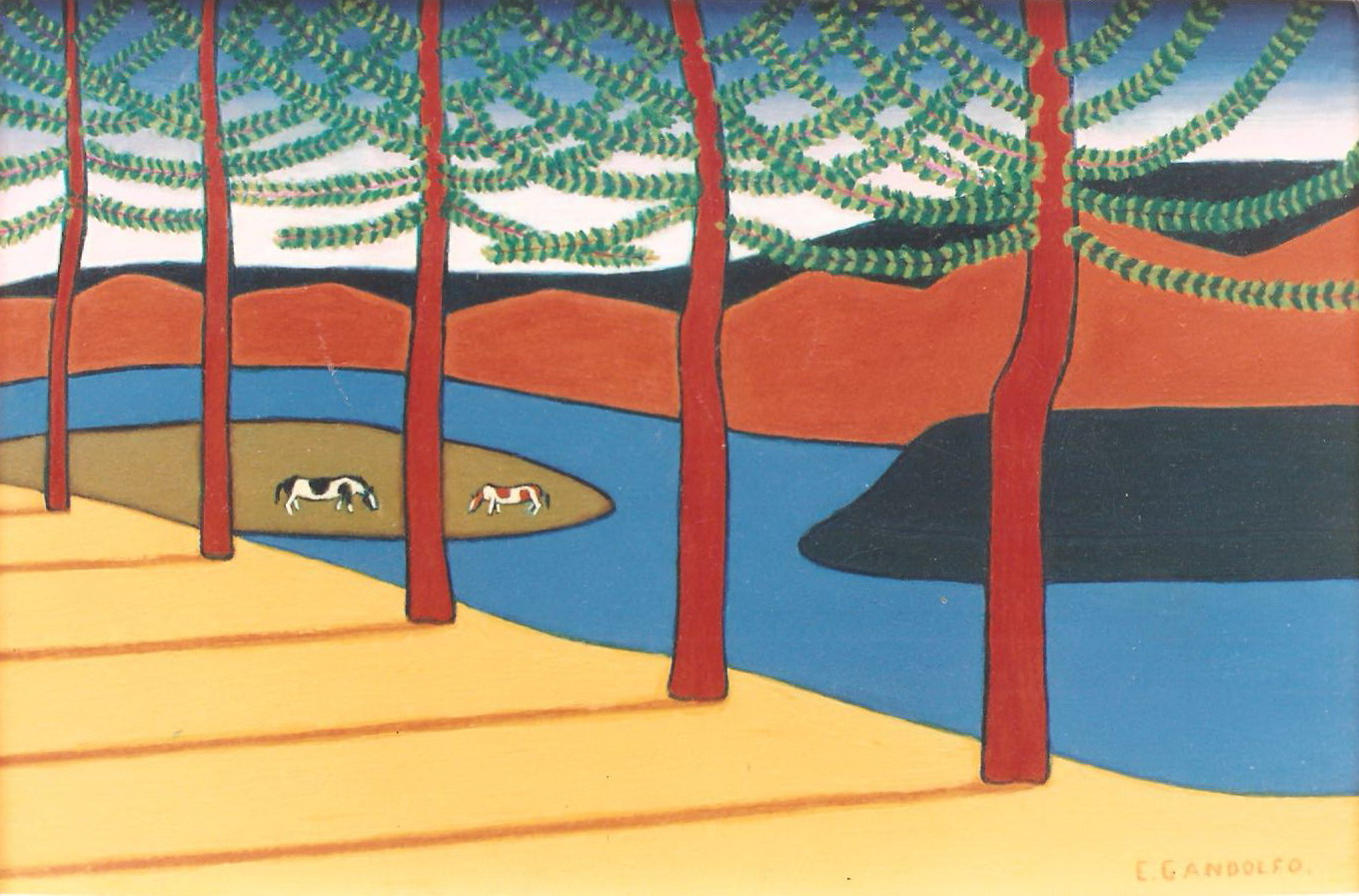
El río Tercero, óleo, 1996
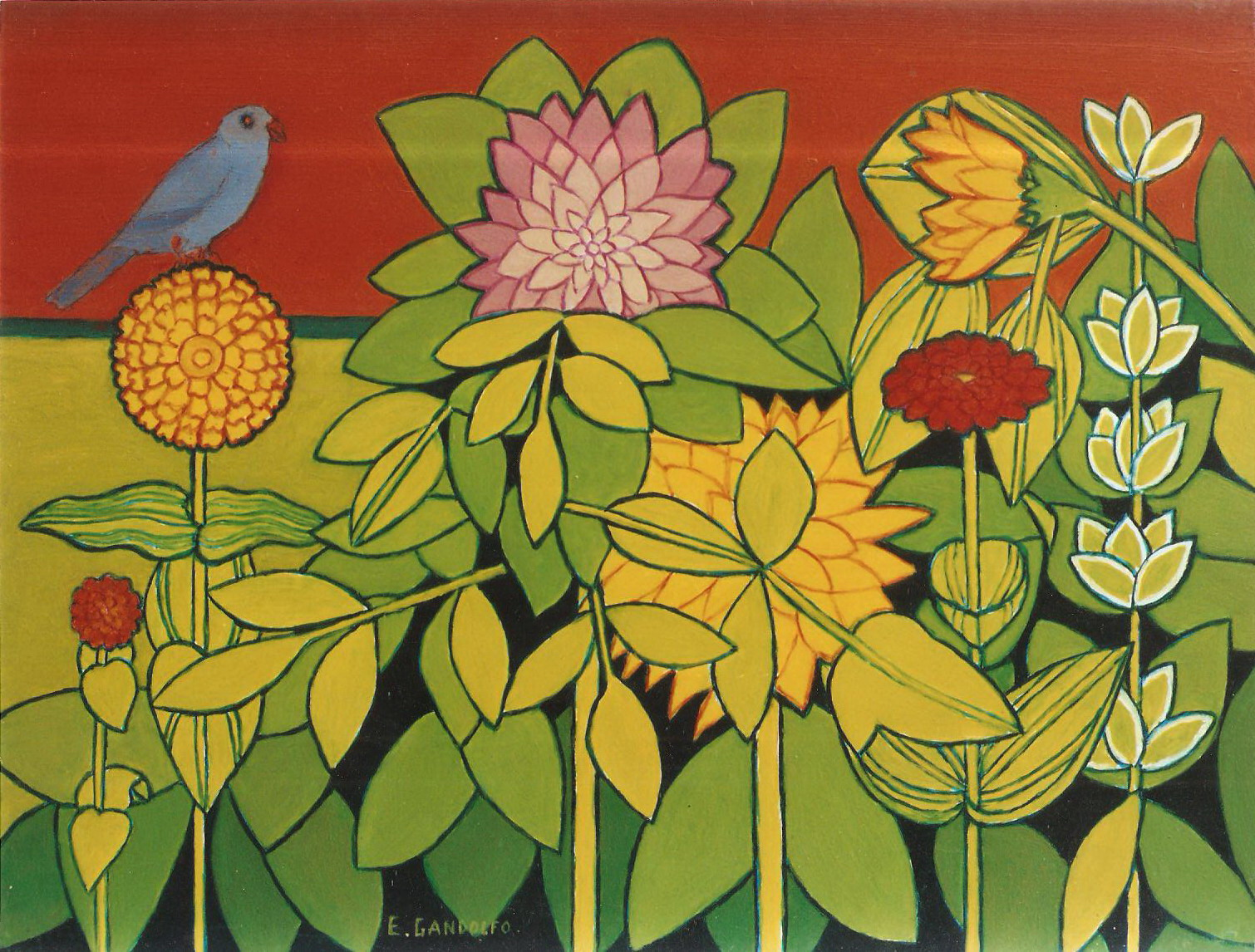
Flores con pájaro azul, óleo, 2002